# Шекспировский вопрос
Шекспи́ровский вопро́с (англ. Shakespeare authorship question) — проблема авторства корпуса произведений, приписываемых Уильяму Шекспиру. Название возникло по аналогии с гомеровским вопросом.
О жизни Шекспира мало что известно, как и о большинстве других английских драматургов эпохи правления Елизаветы I, личной жизнью которых современники не интересовались. Существует точка зрения, так называемое «антистратфордианство» или «нестратфордианство», сторонники которого отрицают авторство известного из источников актёра Шекспира из Стратфорда и считают, что «Уильям Шекспир» — это псевдоним, под которым скрывалось иное лицо или группа лиц.
Недвусмысленное отрицание стратфордианской точки зрения известно с 1848 года (Харт), хотя ряд авторов видит те или иные намёки на шекспировский вопрос и в более ранней литературе (с XVIII в.). Среди антистратфордианцев нет единства относительно того, кто именно был настоящим автором (авторами) шекспировских произведений. К настоящему времени число кандидатур, предложенных разными исследователями вопроса, составляет около 80.
«Антистратфордианская» точка зрения на авторство Шекспира академическими учёными обычно отвергается, однако далеко не всеми. В любом случае исследования, связанные с шекспировским вопросом, получили большую известность и стимулировали развитие шекспироведения.

## Аргументы антистратфордианцев
Антистратфордианцы часто пользуются в доказательствах тем фактом, что о жизни Шекспира известно очень мало. Дефицит фактов иногда объясняют стремлением правительственных чиновников скрыть истинную личность Шекспира, уничтожая документы. Например, записи о посещении стратфордской школы могли быть уничтожены, чтобы скрыть тот факт, что Шекспир никогда не учился в ней.

### Окружение Шекспира

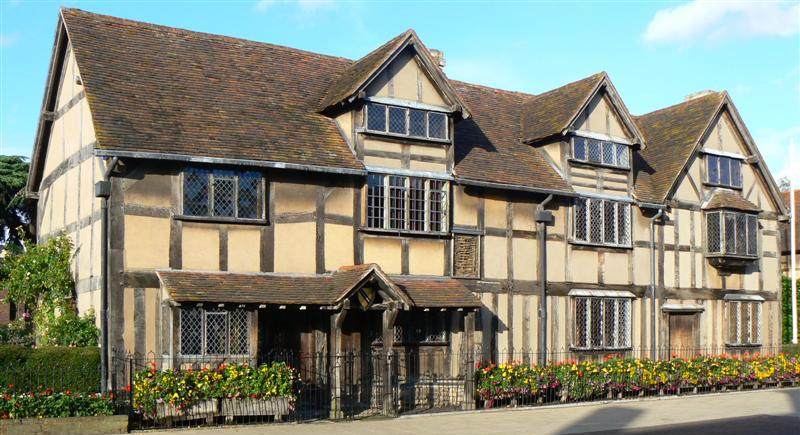
Стратфорд-на-Эйвоне, дом Джона Шекспира. Считается местом рождения Уильяма Шекспира

Шекспир родился, вырос и был похоронен в Стратфорде-на-Эйвоне, где продолжал заниматься хозяйством в период своей лондонской карьеры. Рыночный город с населением около 1500 человек, находящийся в 160 километрах к северу от Лондона, Стратфорд был центром забоя и продажи овец, а также дубления шкур и торговли шерстью. Антистратфордианцы часто изображают город как место, лишённое понятий о культуре, в котором не было необходимых условий для воспитания гения, и говорят о Шекспире как о невежественном и неграмотном человеке.
Джон Шекспир, отец Уильяма Шекспира, был перчаточником и одним из членов управляющего городом совета. Он был женат на Мэри Арден, дочери местного джентри. Под свадебным договором оба поставили крестик, а других вариантов их подписей не сохранилось. Этот факт часто используется как доказательство того, что Шекспир воспитывался в неграмотной семье. Нет доказательств грамотности двух дочерей Шекспира, за исключением двух подписей Сюзанны, которые, однако, многие исследователи называют скорее «рисованными», чем написанными уверенной рукой. Другая дочь драматурга, Джудит, ставила на официальных документах крестик.
Антистратфордианцы считают, что окружение Шекспира несовместимо с содержанием его произведений, так как автор демонстрирует в них своё глубокое знакомство с политикой и культурой как Англии, так и зарубежных стран, а также с аристократическими видами спорта: охотой, соколиной охотой, теннисом и игрой в боулз. Некоторые считают, что в его произведениях высказывается презрение к необразованным простолюдинам, и он изображает их комично, делая объектом насмешек.

### Образование и грамотность

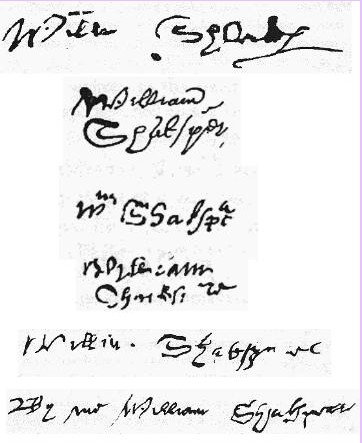
Известные сейчас автографы Шекспира из Стратфорда

Антистратфордианцы часто пользуются в качестве аргумента тем фактом, что не найдено документов, подтверждающих получение Шекспиром образования. Бесплатная новая королевская школа в Стратфорде, основанная в 1553 году, находилась примерно в 800 метрах от дома, где вырос Шекспир. В английских школах грамоты того времени учили по латинским текстам, точно установленным королевским указом, и ученики безвозмездно получали серьёзное образование в области латинской грамматики, антиковедения и риторики. Директор школы Томас Дженкинс и её учителя были выпускниками Оксфордского университета. Списки учеников школы за данный период не сохранились, кроме того, никто не сообщал, что являлся учителем или одноклассником Шекспира. Это отсутствие документальных свидетельств воспринимается многими антистратфордианцами как признак неграмотности Шекспира.
Антистратфордианцы также задают вопрос, как Шекспир, не получивший приличного образования и не воспитанный в культурной семье, мог приобрести такой обширный словарный запас. Авторский словарный запас его пьес, по разным подсчётам, составляет от 17 500 до 29 000 слов. Не сохранилось подписей Шекспира на его рукописях. Все шесть сохранившихся подписей Шекспира находятся на официальных документах. Антистратфордианцы называют эти подписи «каракулями» и интерпретируют как ещё одно доказательство неграмотности или малообразованности Шекспира.

### Имя

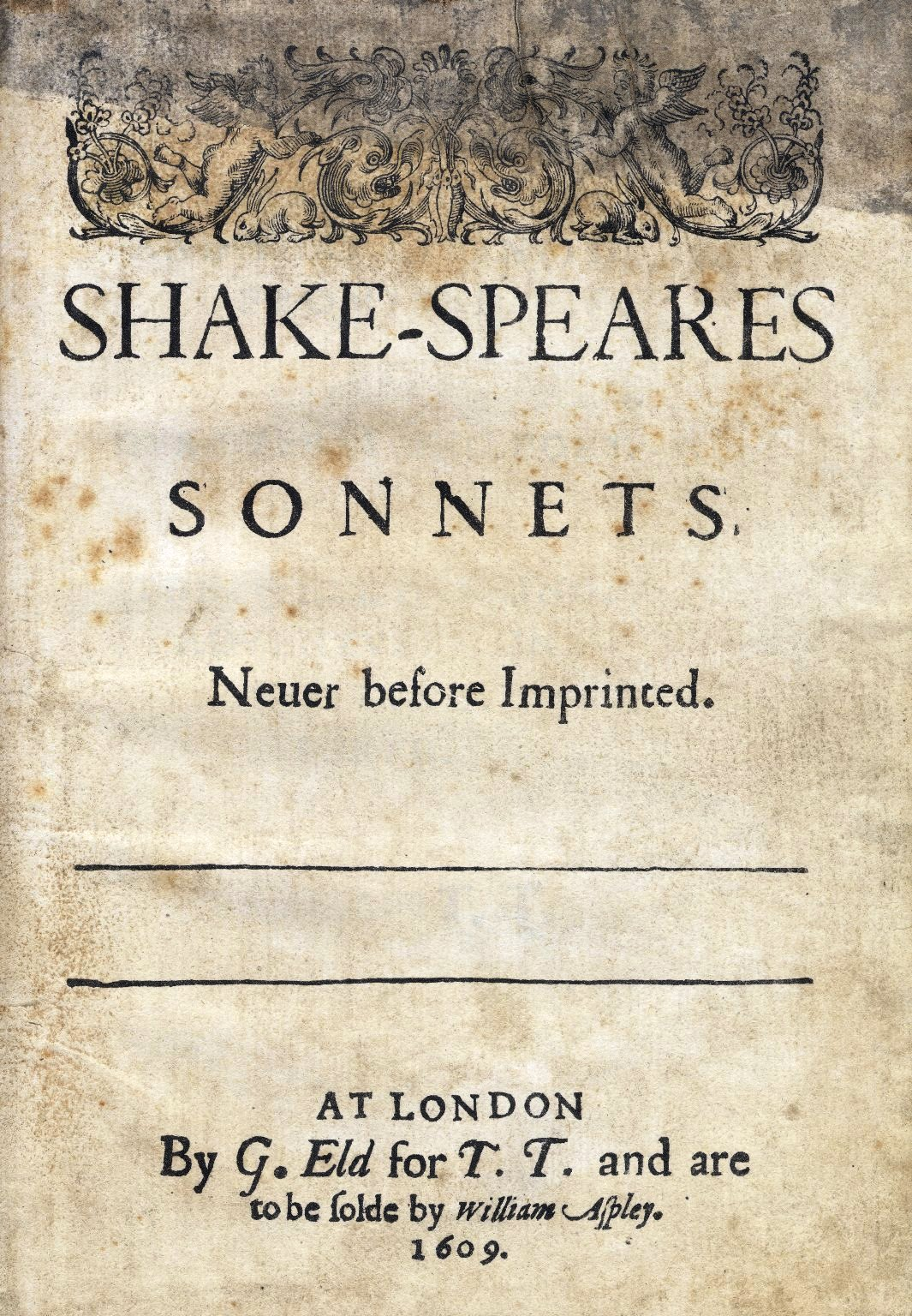
На титульном листе quarto 1609 года фамилия Шекспира написана через дефис

Сохранившиеся подписи Шекспира и титульные листы изданий его работ по-разному воспроизводят его фамилию. Его фамилия фигурирует в различных вариациях как на литературных, так и на официальных документах, особенно различаются рукописные варианты. Этот факт часто используется в качестве доказательства того, что Шекспир не тот человек, который создал приписываемые ему произведения, и его имя было использовано как псевдоним истинным автором.
Имеется ряд случаев передачи фамилии Шекспира через дефис: «Shake-speare» или «Shak-spear» (букв. «Потрясатель копьём»). Большинство антистратфордианцев используют этот факт как доказательство использования псевдонима, утверждая, что такой способ записи часто использовался для создания описательного образа вымышленных театральных персонажей, а также литературных псевдонимов.
Причины, по которым истинный автор использовал псевдоним, чаще всего варьируются в зависимости от социального положения предполагаемого автора. Аристократы, такие как Оксфорд и Дерби, использовали псевдоним, чтобы защитить себя от позора, так как в ту эпоху подобное занятие не считалось достойным придворного. Если предполагаемый автор не принадлежал к высшей знати, то предполагается, что он использовал псевдоним, чтобы избежать преследований со стороны властей: Бэкон — за пропаганду республиканской формы правления, а Марло — чтобы не выдать себя после смерти, инсценированной для спасения от тюремного заключения или казни.

### Отсутствие документальных свидетельств

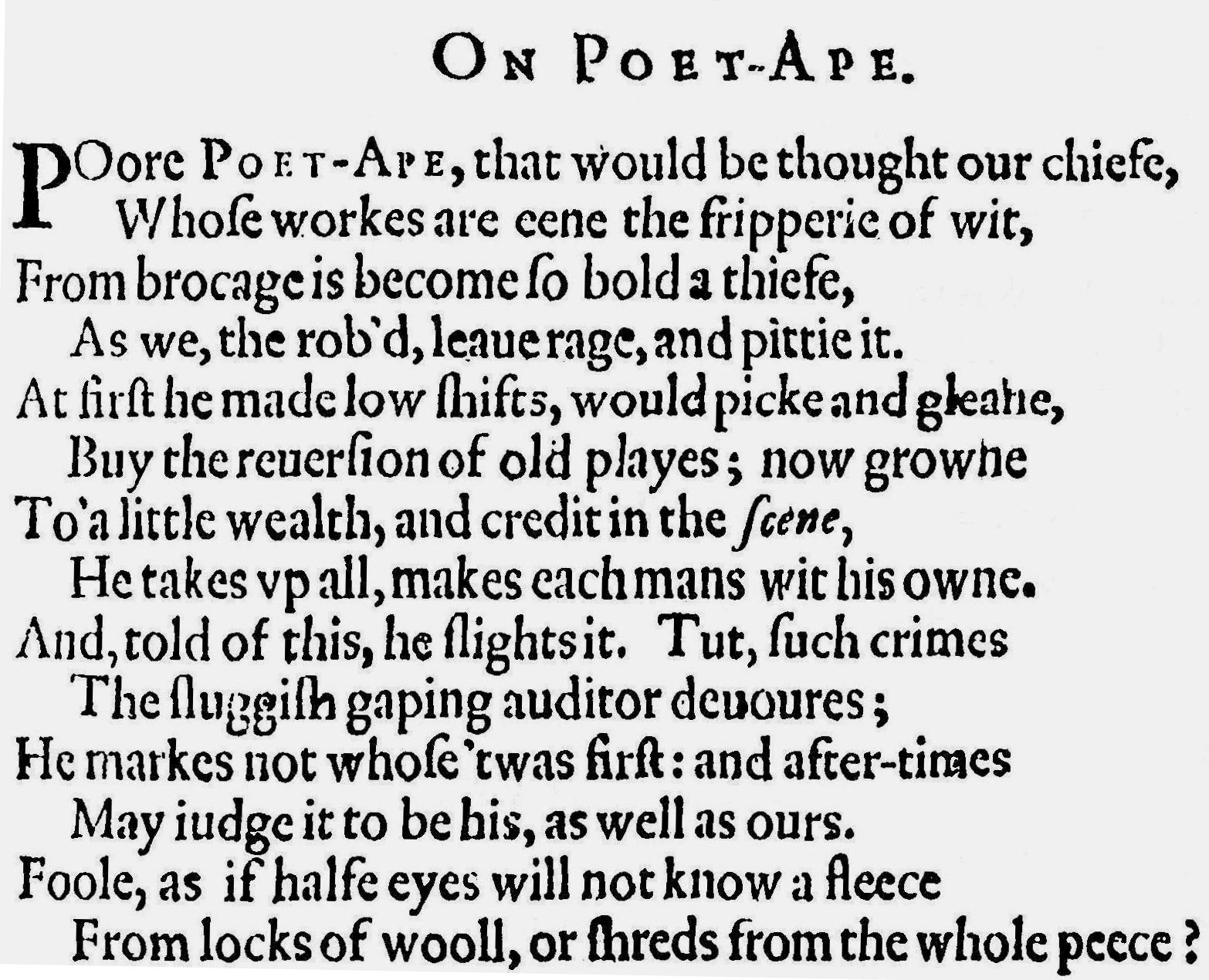
Стихотворение Бена Джонсона On Poet-Ape («Поэту-обезьяне») из собрания работ 1616 года; некоторые антистратфордианцы считают его обращением к Шекспиру

Антистратфордианцы говорят, что никакие документы явно не подтверждают то, что Шекспир был писателем, и, напротив, доказывают, что он сделал карьеру бизнесмена и инвестора недвижимости; любая известность, которую он, возможно, имел в театральном мире Лондона (для скрытия реального автора), связана с тем, что он владел театральными акциями. Они также считают, что все свидетельства литературной карьеры были сфальсифицированы, чтобы оградить личность истинного автора пьес.
Все альтернативные теории авторства опровергают очевидные отсылки Елизаветы I и Якова I к Шекспиру как к драматургу; вместо этого ищутся неточности и зашифровки. Они идентифицируют его с литературным вором «Поэтом-обезьяной» (из одноимённого стихотворения Бена Джонсона) и глупым «любовником поэзии» Гуллио (из университетской пьесы «Возвращение на Парнас», поставлена около 1601 года). Такие персонажи будто бы намекают, что театральный мир Лондона знал, что за лицом Шекспира скрывается другой автор. Соответственно, похвалы писателю «Шекспиру», подобные тем, которые можно найти в Первом фолио, объясняются как отсылки к реальному автору, а не к человеку из Стратфорда.

### Обстоятельства смерти Шекспира
Шекспир умер 23 апреля 1616 года в Стратфорде, оставив завещание, распределяющее его достаточно большое имущество. Завещание Шекспира из Стратфорда — объёмный и подробный документ, однако в нём не упоминается ни о каких книгах, бумагах, поэмах, пьесах. На момент смерти Шекспира 18 его пьес оставались неопубликованными, тем не менее о них тоже ничего не сказано в завещании. Единственная отсылка к театру — завещание денег коллегам-актёрам с тем, чтобы они могли купить траурные кольца; но внесён этот пункт был уже после подписания завещания, что бросает тень на подлинность данного момента.

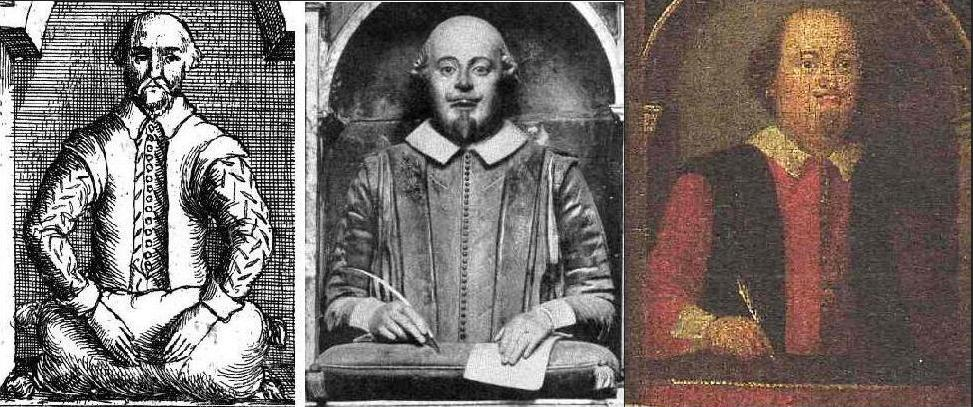
Изображение памятника Шекспиру, созданное в 1656 году, его современный вид и изображение 1748 года, созданное до его реставрации

Нет сведений о публичном трауре по Шекспиру, также не было опубликовано никаких стихов на его смерть в течение семи лет — до появления подобного восхваления на развороте Первого фолио.
Оксфордианцы считают, что фраза «наш бессмертный поэт» (англ. our ever-living Poet) (эпитет, которым обычно восхваляли умершего поэта, подразумевая, что своим творчеством он принёс себе бессмертие) из посвящения к сонетам Шекспира, опубликованным в 1609 году, означает, что истинный автор к тому времени уже умер. Оксфорд умер в 1604 году, пятью годами раньше.
Надгробный памятник Шекспиру в Стратфорде представляет собой бюст с пером в руке, к которому прилагаются несколько эпитафий с восхвалением его поэтических способностей. Самое раннее печатное изображение надгробия, опубликованное Уильямом Дагдейлом в 1656 году в книге «Древности Уоркшира», отличается от его современного вида. Некоторые исследователи авторского вопроса утверждают, что ранее мужчина сжимал в руках мешок зерна или шерсти, который на перо был изменён позднее, чтобы скрыть личность истинного автора. Попытавшись положить конец домыслам на данную тему, в 1924 году M. Шпильман опубликовал изображение монумента, сделанное до реставрации 1748 года, на котором он очень похож на сегодняшний. Публикация изображения не произвела желаемого эффекта, и в 2005 году оксфордианец Ричард Кеннеди предположил, что монумент был воздвигнут в честь Джона Шекспира, отца Уильяма, который, по преданию, успешно торговал шерстью.

## Аргументы за авторство Шекспира
Почти все члены академического научного сообщества уверены, что автор пьес «Шекспир» — тот же человек, что и Уильям Шекспир, который родился в Стратфорде в 1564 году и умер в 1616 году. Он стал актёром и акционером труппы «Слуги лорда-камергера» (позднее «Слуги короля»), которая владела театром «Глобус» и эксклюзивными правами на постановку пьес Шекспира с 1594 по 1642 год. После 1596 года Шекспир также мог считаться почётным «джентльменом»; тогда его отцу было разрешено иметь герб.
Шекспироведы не видят причин считать, что имя «Шекспир» — это псевдоним — или же что актёр был прикрытием для реального автора: записи современников называют Шекспира писателем, а драматурги-современники Шекспира — Марло, Джонсон, Джон Донн и другие — были не менее, а то и более скромного происхождения (отец Шекспира из Стратфорда был богат и входил в городское правление); современники не сомневаются в том, что Шекспир — подлинный автор пьес. Действительно, информация о жизни Шекспира весьма отрывочна, но объём сохранившихся сведений о драматургах-современниках Шекспира также невелик и для многих авторов гораздо более скуден. Для Джонсона, Марло и Джона Марстона находится больше документированной информации, но причиной этого служит их образование, частые контакты с судом и трения с законом.
Приписывая пьесы поэту и драматургу Уильяму Шекспиру, литературоведы используют ту же методологию, что и для других писателей его времени: исторические записи и изучение стиля; они считают, что аргумент нестратфордианцев «нет доказательств авторства Шекспира» является примером ошибочной логики, так называемым argumentum ex silentio, аргументом, выведенным из умолчания, — отсутствие доказательств является доказательством отсутствия. Они критикуют методы представителей других теорий авторства как ненадёжные и ненаучные, заявляя, что их субъективность объясняет, почему в качестве «истинного» автора предлагаются ещё 80 кандидатов. Они считают идею, что в работах Шекспира отражена его биография, культурным анахронизмом: такая практика получила распространение в XIX веке, но в эпоху Елизаветы она ещё не существовала. Даже в XIX веке, начиная по крайней мере с Хэзлитта и Китса, критики часто отмечали, что гений Шекспира — в его способности создавать героев, которые говорят и действуют из законов их драматической природы, что делает попытки узнать что-либо об авторе из его пьес гораздо более проблематичным.

### Исторические свидетельства

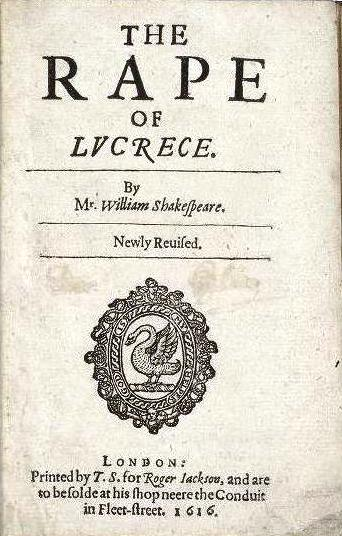
Почётный титул Шекспира «Мастер» (Master) представлен в виде «Mr.»; титульная страница «Обесчещенной Лукреции» (1616)

Исторические документы однозначно указывают на Шекспира как на автора канона пьес. Кроме имени на титульных страницах изданий пьес и поэм, по крайней мере 23 раза при жизни он упоминался как известный писатель. Некоторые современники подтверждают единство личностей драматурга и актёра, также есть явное документальное доказательство того, что актёр был уроженцем Стратфорда.
В 1598 году Фрэнсис Мерес назвал Шекспира драматургом и поэтом в своей книге «Palladis Tamia»; он говорит о Шекспире как об одном из авторов, которые «сильно обогатили английский язык». Он называет 12 пьес, написанных Шекспиром, четыре из которых не были опубликованы in quarto: «Два веронца», «Комедия ошибок», «Бесплодные усилия любви» и «Король Иоанн»; также он приписывает Шекспиру несколько пьес, опубликованных анонимно до 1598 года, а именно пьесы «Тит Андроник», «Ромео и Джульетта» и «Генрих IV, часть 1». За 11 лет до публикации сонетов Шекспира он пишет о некоторых его сонетах, хранящихся в частных коллекциях его друзей.

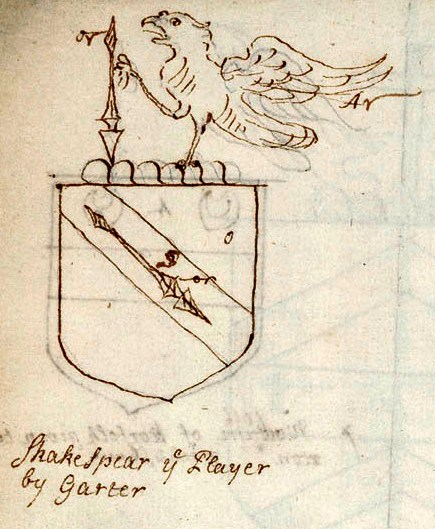
Отец Шекспира получил право на герб в 1596 году, что в 1602 году было оспорено Ральфом Бруком, назвавшим в своей жалобе Шекспира «актёром»

В соответствии с жёсткой социальной иерархией елизаветинской Англии Уильям Шекспир получил право использовать почётный титул «джентльмен» после того, как в 1596 году его отец получил право на герб. Этот почётный титул в обращении выражался обращением «Мастер» или аббревиатурой «Mr.» или «M.» перед именем. Титул присутствует во многих отсылках современников к Шекспиру, включая официальные, а также связанные с литературной деятельностью документы, что идентифицирует Уильяма Шекспира из Стратфорда с автором пьес. Примеры из жизни Шекспира включают две записи в книге авторских прав, одна из них датирована 23 августа 1600 года и внесена Эндрю Вайсом и Уильямом Эспли: «Вступление их копий в руки инспекторов. Две книги. Одна называется Много шума из ничего. Другая — вторая часть истории короля Генриха IV с юморическим сэром Джоном Фальстафом: Написано мр. Шекспиром. xij d» (англ. Entred for their copies vnder the handes of the wardens. Twoo bookes. the one called: Muche a Doo about nothinge. Thother the second parte of the history of kinge henry the iiijth with the humors of Sr John ffalstaff: Wrytten by mr Shakespere. xij d).
Социальный статус Шекспира также последовательно упоминается современниками в эпиграммах: Джона Дэвиса в «Плети глупости» (1611 год): «To our English Terence, Mr. Will. Shake-speare» (рус. Нашему английскому Теренцию, Мр. Уилл Шекспиру); Томаса Фримана из «Runne and A Great Caste» (1614 год) — «To Master W: Shakespeare». Также он упоминается с титулом у историка Джона Стоу в его списке «Our moderne and present excellent Poets» (рус. Наши современные и нынешние замечательные поэты) из его «Анналов», изданных посмертно (1615 год), где сказано: «M. Willi. Shake-speare gentleman».
После смерти Шекспира он как «джентльмен» был однозначно обозначен Беном Джонсоном в заголовке его хвалебной речи к поэту — «To the Memory of My Beloved the Author, Mr. William Shakespeare and What He Hath Left Us» (рус. «Памяти моего любимого автора, мр. Уильяма Шекспира, и о том, что он оставил нам»), опубликованной в Первом фолио (1623). Другие поэты также обозначали Шекспира как джентльмена в своих панегириках, также опубликованных в Первом фолио: «Upon the Lines and Life of the Famous Scenic Poet, Master William Shakespeare» (рус. «На стихи и жизнь знаменитого сценического поэта, мастера Уильяма Шекспира») Хью Холланда и «To the Memory of the Deceased Author, Master W. Shakespeare» (рус. «Памяти покойного автора, мастера У. Шекспира») Леонарда Диггза.

### Юридические обоснования
Письменные свидетельства современников Шекспира, а также серьёзные косвенные доказательства личных отношений с людьми, которым приходилось бы общаться с ним как с актёром и драматургом, говорят о том, что автором пьес является он.

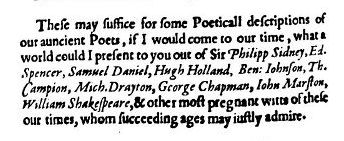
Уильям Кемден защищал право Шекспира на герб, приводя его в списке величайших поэтов того времени

Историк и антиквар Джордж Бак (George Buck) был назначен заместителем мастера празднеств в 1603 году и мастером празднеств в 1610 году (занимал должность до 1622 года). Он должен был контролировать цензуру пьес для публичных театров, организовывать театральные представления при дворе и (после 1606 года) давать разрешения на публикацию пьес. На титульном листе пьесы «George a Greene, the Pinner of Wakefield» (1599 год) Бак отметил, что консультировался с Шекспиром по вопросу о её авторстве. Бак обычно дотошно устанавливал авторство пьес; и в 1607 году он лично выдал лицензию на публикацию «Короля Лира» как написанного «Мастером Уильямом Шекспиром».
В 1602 году Ральф Брук, йоркский герольд, обвинил сэра Уильяма Дезика, герольдмейстера ордена Повязки, в присвоении статуса джентри 23 недостойным. Одним из них был отец Шекспира, который добивался герба ещё 34 годами ранее, но только в 1596 году получил его вместе со своим сыном. Брук прилагает эскиз герба Шекспиров, подписанный: «Шекспир — актёр; составлено герольдмейстером ордена Подвязки». Правильность выдачи гербов отстояли Детик и герольдмейстер Кларенсью Уильям Кемден — выдающийся антиквар того времени. В его сочинении Remaines Concerning Britaine — опубликованном в 1605 году, но законченном двумя годами ранее (до того, как в 1604 году умер граф Оксфорд), — Кемден называет Шекспира одним из «наиболее содержательных писателей поколения нашего времени, которым последующие поколения смогут справедливо восхищаться».

### Признание другими актёрами, драматургами и писателями

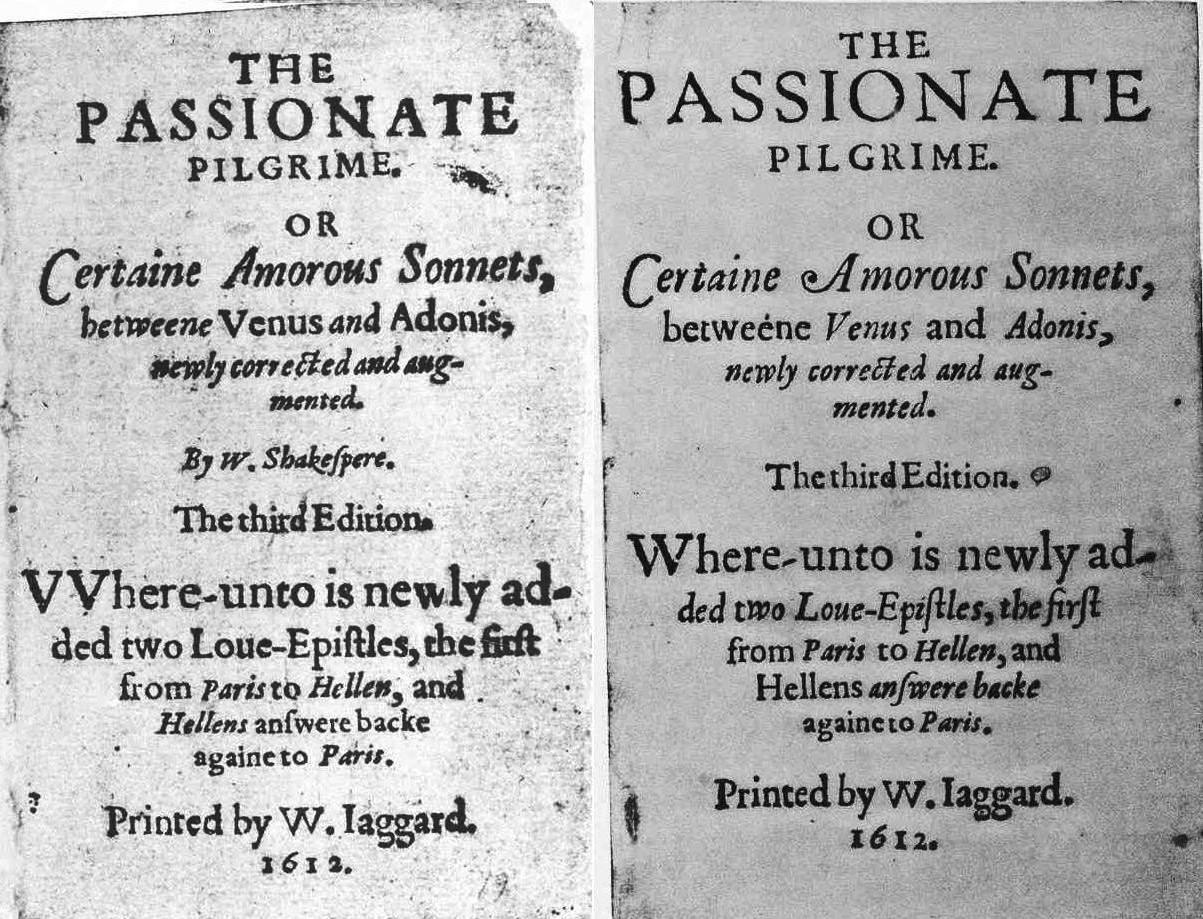
Две версии титульной страницы Страстного пилигрима (3-е издание, 1612 год)

Актёры Джон Хемингс и Генри Конделл знали Шекспира и работали с ним более 20 лет. В Первом фолио 1623 года они написали, что издают его, «только чтобы сохранить память о нашем достойном друге и коллеге при жизни, каким был наш Шекспир, скромным предложением его пьес» (англ. onely to keepe the memory of so worthy a Friend, & Fellow aliue, as was our Shakespeare, by humble offer of his playes). Драматург и поэт Бен Джонсон знал Шекспира по меньшей мере с 1598 года; когда «Слуги лорда камергера» ставили пьесу Джонсона «Всяк в своём настроении» в театре «Занавес», Шекспир входил в труппу. Шотландский поэт Уильям Драммонд записал высказывания Джонсона: последний критиковал Шекспира, считая, что тому недостаёт «художественности», а также за то, что в «Зимней сказке» тот ошибочно поместил Богемию рядом с берегом. В 1641 году, через четыре года после смерти Джонсона, были опубликованы частные записи о его жизни. В комментарии, предназначенном для потомков (Timber or Discoveries), он критикует Шекспира за его подход к драматургии, но восхищается им как человеком: «Он был действительно честен, имел открытую и свободную натуру, обладал превосходной фантазией, смелыми взглядами и мягкостью речи, в которой он растекался с такой лёгкостью, что порой его просто необходимо было остановить».
Дополняя Джонсона, о Шекспире пишут другие драматурги, некоторые из которых продавали пьесы компании Шекспира. В двух из трёх «Парнасских пьес», созданных в колледже Святого Иоанна Кембриджского университета в начале XVII века, Шекспир упоминается в качестве актёра, поэта и драматурга, не получившего университетского образования. В «Первой части возвращения с Парнаса» два отдельных персонажа ссылаются на него как на «сладкоголосого мр. Шекспира»; во «Второй части возвращения с Парнаса» (1606), пьесе анонимного драматурга, актёр Кемп говорит актёру Бербиджу: «немногие из университетских умов хорошо пишут пьесы… А вот наш приятель Шекспир показал им всем, как надобно писать».
В «Страстном пилигриме», который был опубликован Уильямом Джаггардом в 1612 году под именем Шекспира на заглавной странице, было добавлено девять стихотворений, написанных выдающимся английским поэтом и драматургом Томасом Хейвудом. В своей книге «В защиту актёров» (1612) Хейвуд протестовал против данных действий, добавив, что и сам автор «оскорблён тем, как бесстыдно мистер Джаггард без его ведома распорядился его именем». Хейвуд уверенно говорит, что сам автор не знал ничего об обмане; Джаггард заменил титульные листы на новые, без указания имени Шекспира, хотя Хейвуд не говорил конкретно, что «обиженный автор» именно Шекспир. В другом месте, в стихотворении «Иерархия блаженных ангелов» (1634 год), Хейвуд с нежностью перечисляет прозвища драматургов, знакомых ему. Среди них он выделяет Шекспира, говоря о нём как об одном из лучших поэтов его времени.
Драматург Джон Уэбстер в посвящении к «Белому дьяволу» (1612 год) пишет: «Я всегда придерживался доброго мнения о лучших произведениях других авторов, особенно о полнозвучном и высоком стиле Чапмена, … и, наконец (без всякого дурного умысла упоминая их последними), об исключительно удачливой и плодотворной деятельности М. Шекспира, Деккера и Хейвуда». Аббревиатура «М.» обозначает «мастер», форма обращения, указывающая на Уильяма Шекспира из Стратфорда, который носил титул джентльмена.
В стихотворном письме к Бену Джонсону, датируемом 1608 годом, Фрэнсис Бомонт намекает на нескольких драматургов, в том числе и на Шекспира.

### Смерть Шекспира

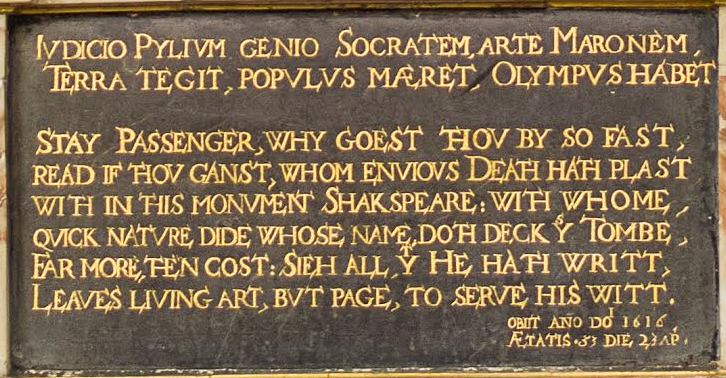
Посвящения с памятника Шекспиру

К памятнику Шекспиру, воздвигнутому в Стратфорде до 1623 года, прилагается табличка с посвящением, идентифицирующим Шекспира с писателем. Первые две латинские строки переводятся так: «В суждениях Пилоссец, в гениальности Сократ, в искусстве Марон. Земля покрывает его, народ плачет о нём, Олимп имеет его» — в надписи содержатся отсылки к Нестору, Сократу, Вергилию и горе Олимп. Памятник не только упоминался в Первом фолио, но и в других записях начала XVII века был идентифицирован как памятник Шекспиру; в них приводилась и надпись. Уильям Дагдейл описал памятник в книге «Древности Уоркшира» (1656 год), но его гравюра была сделана с эскиза 1634 года и, как и другие изображения памятников его руки, аккуратностью не отличается.
В завещании, составленном 25 марта 1616 года, Шекспир оставляет «моим товарищам Джону Хемингсу, Ричарду Бёрбеджу и Генри Конделлу 26 шиллингов 8 пенсов каждому для покупки [траурных] колец». Многочисленные записи из государственных архивов, включая королевский патент от 19 мая 1603 года, по которому были основаны «Слуги короля», устанавливают, что Филлипс, Хемингс, Бёрбедж и Конделл были Шекспиру товарищами-актёрами по «Слугам короля»; два последних после правили собрание его пьес. Антистратфордианцы сомневаются в подлинности данных строчек, которые были вписаны отдельно, и считают, что они были внесены с целью скрыть истинную личность автора произведений. Тем не менее, завещание было подтверждено в Лондоне Прерогативным судом архиепископа Кентерберийского (Джордж Эббот) 22 июня 1616 года, и в судебный реестр был перенесён список завещанного имущества без изменений.
Джон Тейлор — первый поэт, отметивший в печати смерть Шекспира и Френсиса Бомонта в своём произведении 1620 года «Похвала конопляному семени». Оба умерли четырьмя годами ранее, дни их смерти отстоят друг от друга менее чем на два месяца. Бен Джонсон написал короткое стихотворение «Читателю», сопровождающее портрет работы Друшаута к Первому фолио; в нём изображение было оценено как неплохо передающее внешность Шекспира. Среди вводных стихотворений присутствовал панегирик Джонсона «Памяти моего любимого автора, мр. Уильяма Шекспира, и о том, что он оставил нам», в котором Шекспир назван драматургом, поэтом и актёром; там сказано:
О дивный лебедь Эйвона! Как впредь
Тебя в привычных водах нам узреть,
Твои прилёты к Темзы берегам?
Элизу с Джеймсом так пленял ты там!
Здесь Джонсон связывает автора с рекой Стратфорда, Эйвоном, и подтверждает его появления при дворе Елизаветы I и Якова I.
Леонард Диггз написал стихотворение «Памяти покойного автора мастера У. Шекспира», опубликованное в фолио; в нём автор ссылается на «Тот памятник, что в Стратфорде стоит». Выросший в 1590-х годах в четырёх милях от Стратфорда-на-Эйвоне, Диггз был пасынком друга Шекспира, Томаса Рассела, которого Шекспир в своём завещании назначил исполнителем его воли. Уильям Басс где-то между 1616 и 1623 годами написал сонет «О мр. У. Шекспире», в котором было сказано, что Шекспир должен быть погребён в Вестминстерском аббатстве рядом с Чосером, Бомонтом и Спенсером. Это стихотворение широко распространилось в рукописных вариантах, и до наших дней дошло больше двух десятков современных созданию копий; некоторые из них имеют более полный вариант заголовка «О мр. Уильяме Шекспире, он умер в апреле 1616 года», который однозначно указывает, что речь идёт об авторе из Стратфорда.

### Доказательства авторства Шекспира из его работ
Работы, приписываемые Шекспиру, являются наиболее изученными светскими литературными произведениями в истории. Комментарии современников и исследования текстов подтверждают, что произведения написаны кем-то, имевшим то же образование, окружение и продолжительность жизни, как и Уильям Шекспир.

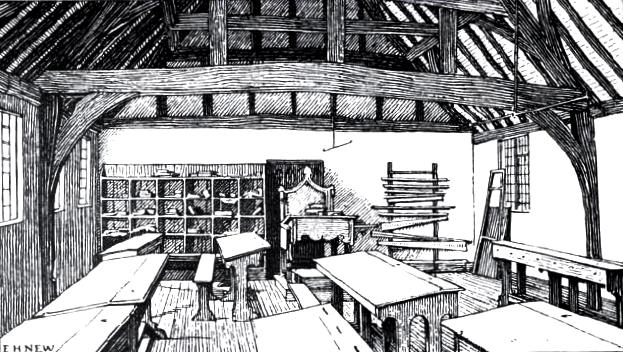
Классическая школа короля Эдуарда VI в Стратфорде-на-Эйвоне

Современники Шекспира не оставили записей, в которых бы отзывались о нём как об образованном писателе или учёном. Наоборот, Бен Джонсон и Фрэнсис Бомонт ссылались на отсутствие у него классического образования. Если эти пьесы написал драматург, обучавшийся в университете, то труднообъяснимыми становятся многие промахи на античную тему в его работах. Он не просто ошибочно передаёт многие классические имена; также он анахроничен — в «Троиле и Крессиде» греки и троянцы цитируют Платона и Аристотеля за тысячу лет до их рождения. Виллински предполагает, что большая часть античных аллюзий Шекспира была взята из «Thesaurus Linguae Romanae et Britannicae» (рус. Словарь латыни и английского языка) Томаса Купера (1565 год), поскольку некоторые ошибки из этой книги повторяются в пьесах Шекспира; вдобавок, её экземпляр был подарен Стратфордской классической школе Джоном Бретчгёрдлом для «общего использования учениками». Поздние критики, такие как Сэмюэл Джонсон, отмечали, что гений Шекспира — не в его эрудиции, а в «зоркости наблюдений и точности различий, которые книги и наставления не могут даровать; отсюда почти всё его исходное и собственное превосходство». Даже факт большого количества книг, прочитанных Шекспиром, скорее всего, преувеличен позднейшими критиками, и он скорее мог получать знания из бесед.
Пьесы Шекспира отличаются от произведений «университетских умов» тем, что в них отсутствует показное проявление мастерства писателя в латыни или классических принципах драмы, за исключением пьес, написанных в соавторстве, — серии о Генрихе VI и «Тита Андроника». Взамен его классические аллюзии опираются на программу елизаветинских классических школ. Программа начиналась с латинской грамматики «Rudimenta Grammatices» Уильяма Лили и доходила до Цезаря, Ливия, Вергилия, Горация, Овидия, Плавта, Теренция и Сенеки — все эти авторы цитируются в шекспировском каноне. В практически уникальных для своего времени пьесах Шекспира содержится множество фраз из гимназических текстов и карикатур на школьных учителей. В нескольких пьесах содержатся отсылки к «Грамматике» Лили. В работах Шекспира есть отсылки не только к классической, но и к начальной школе, где дети от 5 до 7 лет учились читать, что было необходимо для поступления в классическую школу.

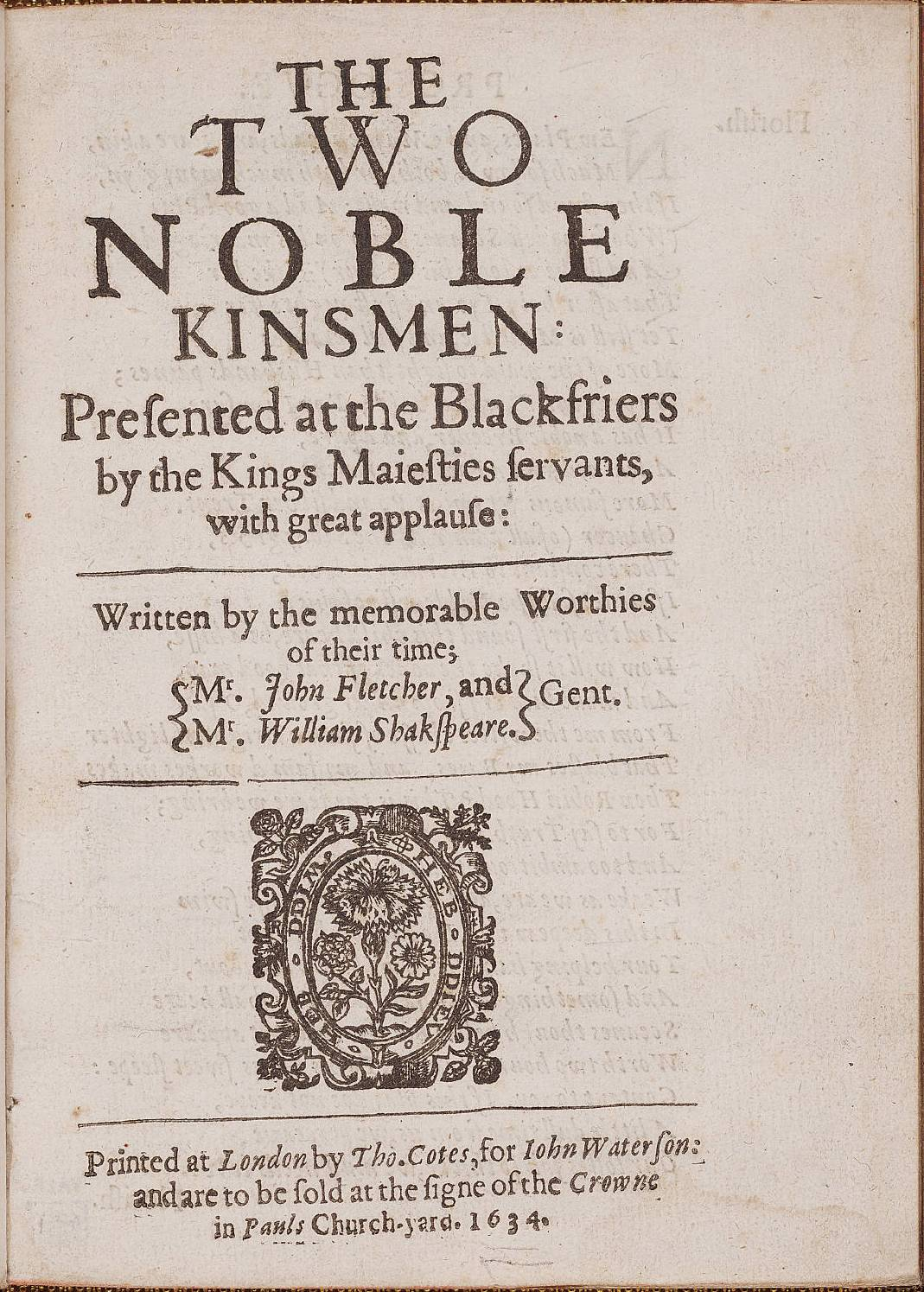
Титульная страница quarto 1634 года «Двух знатных родичей», написанных Джоном Флетчером и Шекспиром

Начиная с 1987 года Уорд Эллиотт, симпатизировавший оксфордианской теории, и Роберт Дж. Валенца руководили постоянными стилометрическими исследованиями, в которых компьютерные программы использовались для сравнения стилистических особенностей работ Шекспира с работами 37 авторов, предлагавшихся на роль истинного создателя канона. Работы по этому исследованию, известному как «Claremont Shakespeare Clinic», последний раз велись весной 2010 года. Испытания установили, что работы Шекспира написал, скорее всего, один человек, а не группа, и что он использовал меньше относительных предложений и больше дефисов, женских окончаний и переноса предложений, чем большинство писателей, с которыми он сравнивался. В результате установлено, что ни одна из работ остальных протестированных авторов не могла быть написана Шекспиром, и ни одна из работ канона не могла быть написана одним из них, что устраняет все предположения о том, что авторы, чьи работы сохранились (включая Оксфорда, Бэкона и Марло), создали приписываемые Шекспиру произведения.
Стиль Шекспира со временем изменялся, следуя за изменениями в литературных течениях. Его поздние пьесы, такие как «Зимняя сказка», «Буря» и «Генрих VIII», написаны в стиле, похожем на стиль других драматургов времени Якова I и отличающемся от его пьес елизаветинской эпохи. Когда же в 1609 году «Слуги короля» начали использовать для постановок театр в Блэкфриарсе, пьесы Шекспира стали писаться для меньшей сцены с большим использованием музыки и танцев и более равномерным разделением пьес на акты — чтобы позволить подрезать свечи, использовавшиеся для освещения сцены.

### Ответы на аргументы антистратфордианцев
Ряд стратфордианцев считает, что один творческий автограф Шекспира всё же известен: возможно, той же рукой, что и подписи, написана часть запрещённой цензурой пьесы «Сэр Томас Мор» (это не просто копия, а черновик с авторской правкой; эту рукопись, однако, трудно однозначно сличить с известными шестью подписями, в которых слишком мало букв). Сторонники традиционной точки зрения также обращают внимание на маловероятность того, чтобы профессиональный актёр, постоянно разучивавший большое количество ролей, и пайщик самого популярного лондонского театра был бы неграмотен. Антистратфордианцы на это отвечают, что в те времена роли разучивались «под суфлера», то есть актёру не нужно было уметь читать.
Орфография имён собственных в то время далеко не была урегулирована. Ряд современников называет Shakespeare именно Шекспира из Стратфорда. Современники Шекспира Бен Джонсон и Кристофер Марло подписывали свои пьесы тоже не совсем так, как их фамилии значились в документах о рождении (Jonson, а не Johnson, Marlowe, а не Marlow; единственная сохранившаяся подпись Марло выглядит как Marley); фамилии каждого из них также имели и ряд других вариантов написания, так что в этом отношении Шекспир ничем от них не отличается. Фактически ни одного другого примера дефисного псевдонима елизаветинского времени не известно, в то время как настоящие фамилии через дефис тогда всё же неоднократно писались.

## История вопроса об авторстве

### Бардопоклонство и ранние сомнения
Несмотря на лестные отзывы о его произведениях, Шекспир не считался величайшим писателем мира в первые полтора столетия после смерти. Он имел лишь репутацию хорошего драматурга и поэта, входящего в плеяду многих других авторов елизаветинской эпохи. В театрах, открытых в эпоху Реставрации, больше любили пьесы Бомонта и Флетчера, а Бен Джонсон и Шекспир боролись лишь за второе место. Шекспир вышел на первый план после того, как актёр Дэвид Гаррик организовал в 1769 году празднование Стратфордского юбилея Шекспира. Если не считать нескольких сатирических и аллегорических замечаний XVIII века, в этот период не возникало предположений о том, что автором его произведений является кто-то другой. Этот вопрос возник лишь тогда, когда его стали называть национальным поэтом Англии и неповторимым гением.
К началу XIX века это преклонение достигло апофеоза: Шекспир был признан одним из недостижимых гениев; этот феномен Джордж Бернард Шоу в 1901 году назвал словом «bardolatry» (рус. бардопоклонство). К середине XIX века за его гением стали признавать не только творческую, но и интеллектуальную силу. То, что было известно о его жизни, выдавало Шекспира за необразованного крестьянина; возникло беспокойство из-за диссонанса между репутацией Шекспира и его биографией. Ральф Уолдо Эмерсон, хоть и был уверен в том, что Шекспир написал свои работы, в своей лекции в 1846 году указал, что не может согласовать стихи Шекспира с образом весёлого актёра и театрального менеджера. Подъём текстологии, оспаривавшей авторское единство поэм Гомера и историчность Библии, также подпитывал возникающие недоумения по поводу авторства работ Шекспира, что, по мнению одного критика, являлось «бомбой замедленного действия». Исследования Давида Штрауса по вопросу биографии Иисуса, потрясшие мир своим скептицизмом об исторической точности евангелий, повлияли на светские дебаты о Шекспире. В 1848 году Самуэль Мойшем Шмукер в своей книге «Исторические сомнения в отношении Шекспира, иллюстрирующие неверные возражения против Библии» попытался опровергнуть сомнения Штрауса в историчности Христа, сатирически применяя его методы на записи времён Шекспира. Шмукер, никогда не сомневавшийся, что Шекспир был Шекспиром, невольно предвосхитил многие из более поздних аргументов авторов альтернативных теорий.

### Открытые сомнения и первый альтернативный кандидат

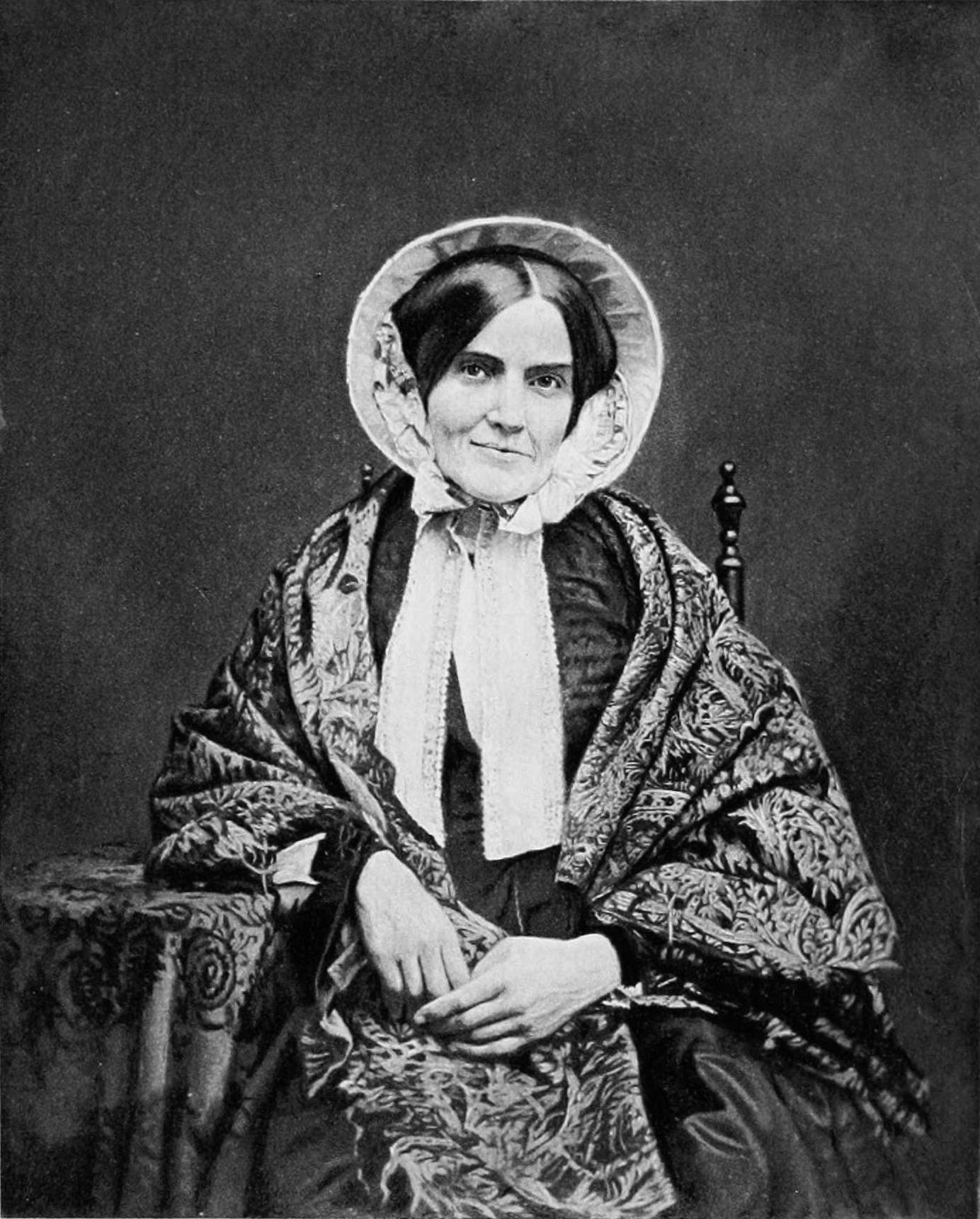
Делия Бэкон была первым автором, сформулировавшим целостную теорию о том, что Шекспир не был автором работ, приписываемых ему

Авторство Шекспира было впервые открыто оспорено Джозефом Хартом в 1848 году. Харт утверждал, что пьесы содержат доказательства того, что над ними работало много различных авторов. Ему не были известны свидетельства современников о Шекспире, и он ещё не строил теорий заговора, допуская, что истинное авторство пьес с течением времени было просто забыто и приписано Шекспиру гораздо позже либо же они были куплены им у других авторов и присвоены. Четыре года спустя Роберт Джеймсон анонимно опубликовал статью «Who Wrote Shakespeare» (рус. Кто написал Шекспира), в которой выражал сходные взгляды, в «Chambers's Edinburgh Journal». В 1856 году неподписанная статья Делии Бэкон «William Shakspeare and His Plays; An Enquiry Concerning Them» (рус. Уильям Шекспир и его пьесы; вопрос касательно них) появилась в «Putnam's Magazine».
Делия Бэкон предположила ещё в 1845 году, что пьесы, приписываемые Шекспиру, были в реальности написаны коллективом сочинителей во главе с её однофамильцем Фрэнсисом Бэконом, причём основным автором был Уолтер Рэли. Целью группы было распространить передовую политическую и философскую систему, чего они не могли делать публично. Фрэнсис Бэкон стал первым альтернативным автором, предложенным в печати, — это сделал Уильям Генри Смит в опубликованном в сентябре 1856 года памфлете («Was Lord Bacon the Author of Shakspeare’s Plays? A Letter to Lord Ellesmere»/рус. Был ли лорд Бэкон автором пьес Шекспира? Письмо лорду Элсмиру). В следующем году Делия Бэкон опубликовала книгу с изложением своей теории: «Разоблачённая философия пьес Шекспира». Десять лет спустя судья Натаниэль Холмс из Кентукки напечатал 600-страничную книгу «Авторство Шекспира», поддерживающую теорию Смита, и идея начала широко распространяться. К 1884 году по этому вопросу было опубликовано свыше 250 книг, и Смит утверждал, что за 30 лет война против гегемонии Шекспира бэконианцами выиграна. Два года спустя для развития теории в Англии было основано Общество Фрэнсиса Бэкона, которое существует и в наши дни и издаёт журнал «Baconiana», продолжая свою миссию.
На эти аргументы против авторства Шекспира ответили учёные. В 1857 году английский критик Джордж Генри Таунсенд опубликовал книгу «Уильям Шекспир не самозванец» (англ. William Shakespeare Not an Impostor), посвящённую критике того, что он назвал неряшливой учёностью, ложными посылками, показными параллельными пассажами и ложными выводами ранних сторонников альтернативных кандидатов.

### Поиск доказательств

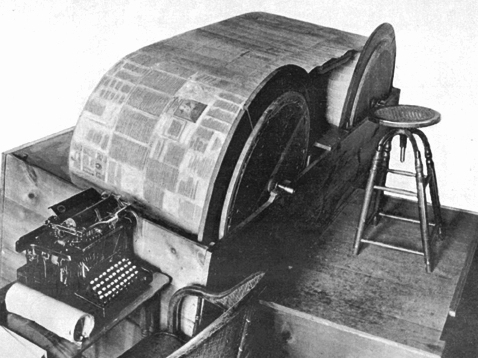
Орвилл Уорд Оуэн построил «колесо шифра», чтобы найти спрятанные шифры, которые, как он верил, Фрэнсис Бэкон оставил в работах Шекспира

В 1853 году с помощью Ральфа Уолдо Эмерсона Делия Бэкон приехала в Англию, чтобы найти доказательства своей теории. Вместо проведения архивных исследований она собиралась «эксгумировать» будто бы погребённые рукописи, но её попытки убедить смотрителя вскрыть гробницу Бэкона оказались безуспешными. По её мнению, она расшифровала в письмах Бэкона инструкцию, как отыскать под стратфордским надгробием Шекспира бумаги, которые докажут, что работы создал Бэкон. Однако, проведя несколько ночей в алтаре, решила оставить каменную плиту в покое.
Шифры стали важной частью бэконианской теории, а впоследствии и частью аргументации за других кандидатов. Этот метод подпитывали такие книги, как «Великая криптограмма» (англ. The Great Cryptogram) Игнатиуса Доннелли. Орвилл Уорд Оуэн сконструировал «колесо шифра», представлявшее собой 300-метровую полосу холста с наклеенными работами Шекспира и других писателей, установленную на два параллельных колеса так, что он мог быстро собирать страницы с ключевыми словами и отправлять их на дешифровку. В своей многотомной работе «История шифров сэра Фрэнсиса Бэкона» (англ. Sir Francis Bacon's Cipher Story) (1893 год) он утверждал, что открыл автобиографию Бэкона, спрятанную в пьесах Шекспира, включая признание, что Бэкон был тайным сыном королевы Елизаветы, что и являлось одной из важных причин того, почему реальное авторство скрывалось.

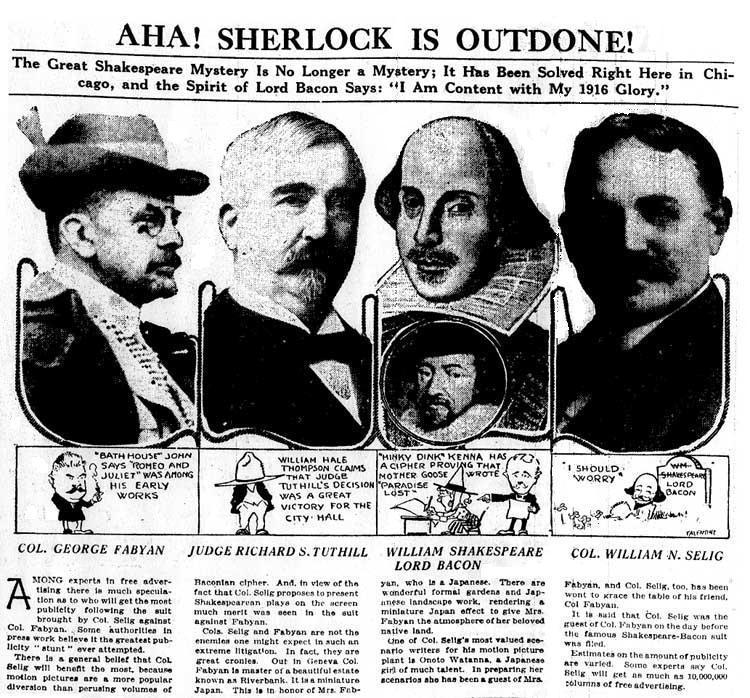
Материал в Chicago Tribune о судебном разбирательстве 1916 года по поводу шекспировского вопроса. Слева направо: Джордж Фабиан; судья Татхилл; Шекспир и Бэкон; Уильям Селиг

Возможно, из-за того, что Фрэнсис Бэкон был, в частности, и юристом, в попытках доказать его авторство устраивались как ненастоящие, так и реальные суды. Первый экспериментальный процесс шёл 15 месяцев в 1892—1893 годах, и результаты дебатов были опубликованы в бостонском ежемесячнике «The Arena». Одним из истцов был Игнатиус Доннелли, а в число адвокатов входил Ф. Дж. Фёрнивалл. Жюри из 25 присяжных, куда входили Генри Джордж, Эдмунд Госсе и Генри Ирвинг, решило спор в пользу Шекспира. В 1916 году в Чикаго состоялся реальный суд под председательством судьи Ричарда Татхилла. Кинопродюсер подал иск против бэконицанца Джорджа Фабиана, утверждая, что пропаганда им Бэкона угрожает прибыли, ожидаемой от предстоящего фильма о Шекспире. Судья решил, что выявленные из текстов Шекспира шифры действительно доказывают, что автором канона являлся Бэкон, присудив Фабиану 5000 долларов за моральный ущерб. В ходе последовавшей шумихи Татхилл отменил решение, а другой судья — Фредерик Смит — прекратил процесс.
В 1907 году Оуэн заявил, что расшифровал инструкции, гласящие, что доказательства авторства Бэкона скрыты в реке Уай рядом с замком Чепстоу во владениях герцога Бофорта. Проведённые дноуглубительные работы не принесли желаемых результатов. В том же году его бывшая помощница Элизабет Гэллап, финансируемая Фабианом, также отправилась в Англию. Она «расшифровала» сообщение, созданное с помощью двухлитерного шифра, о том, что тайные рукописи Бэкона спрятаны в башне Кэнонбери в Ислингтоне. Ничего не было найдено. Два года спустя американский писатель Марк Твен в книге «Умер ли Шекспир?» (1909 год) написал, что считает, что истинный автор работ — Бэкон.
В 1920-х годах Уолтер Конрад Аренсберг «убедился» в желании Бэкона быть расшифрованным розенкрейцерами. По мнению Аренсберга, это тайное общество в это время продолжало существовать под прикрытием англиканской церкви. На основе криптограмм, обнаруженных им на шестипенсовых входных билетах в церковь Святой Троицы в Стратфорде-на-Эйвоне, он решил, что Бэкон и его мать были тайно похоронены вместе с оригинальными рукописями пьес Шекспира в Личфилдском соборе в Стаффордшире. Он безуспешно ходатайствовал перед деканом собора с просьбой сфотографировать и раскопать могилу неизвестного. Мария Бауэр была убеждена, что рукописи Бэкона были перевезены в 1653 году в Джеймстаун, Виргиния, и могут быть найдены в Уильямсбурге. Она получила разрешение на раскопки в 1930-х годах, но власти быстро отменили его. В 1938 году Родерику Иглу было позволено вскрыть гробницу Эдмунда Спенсера, чтобы найти там доказательства того, что Бэкон был Шекспиром, но поиски окончились неудачей.

### Появление других кандидатов
К концу XIX века появились новые кандидаты. В 1895 году адвокат Уилбур Зиглер опубликовал роман «Это был Марло: История тайны трёх веков» (англ. It Was Marlowe: A Story of the Secret of Three Centuries) о том, что Кристофер Марло не погиб в 1593 году, а выжил и написал пьесы Шекспира. За ним последовал Томас Менденхолл, чья основанная на стилометрических исследованиях статья «Марло написал Шекспира?» (англ. Did Marlowe write Shakespeare?) была опубликована в феврале 1902 года в выпуске журнала «Current Literature». Немецкий литературный критик Карл Бляйбтрой в 1907 году предложил в качестве автора Роджера Меннерса, 5-го графа Ретленда. Поддержанная другими авторами, теория об авторстве Ретленда процветала в последующие несколько лет. Также начали появляться антистратфордианцы, не поддерживающие конкретную кандидатуру в авторы. Британский адвокат Джордж Гринвуд в своей работе 1908 года «Ещё раз к шекспировской проблеме» (англ. The Shakespeare Problem Restated) стремился дискредитировать Шекспира как автора канона, но не поддержал никого из альтернативных авторов, вдохновляя поиск новых кандидатов. В 1913 году Джон М. Робертсон опубликовал работу «Бэконианская ересь: опровержение» (англ. The Baconian Heresy: A Confutation), в которой предоставил опровержения того, что автор работ был экспертом в юридических вопросах, показав, что вся елизаветинская и яковианская литература пропитана духом закона. В 1916 году, к 300-летию смерти Шекспира, Генри Уоттерсон, долгое время бывший редактором «The Courier-Journal», написал для передовицы статью, поддерживающую марловианскую теорию, и, как Зиглер, создал вымышленную историю о том, как это могло произойти. После Первой мировой войны профессор Абель Лефран, специалист по французской и английской литературе, привёл доводы в пользу Уильяма Стенли, 6-го графа Дерби; по его словам, из пьес и стихотворений можно было выделить автобиографическую информацию, на которой основывался автор.

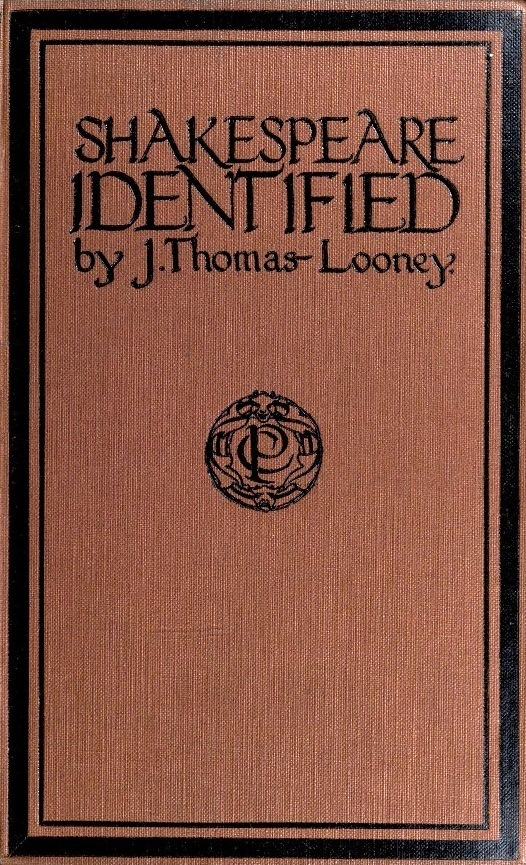
Книга Дж. Томаса Луни «Шекспир опознан» (1920) сделала Эдварда де Вера, 17-го графа Оксфорда, главным кандидатом в авторы канона

С появлением книги Дж. Томаса Луни «Шекспир опознан» (англ. Shakespeare Identified) (1920) Эдвард де Вер, 17-й граф Оксфорд, быстро стал самым популярным из альтернативных авторов. Два года спустя Луни и Гринвуд основали Шекспировское братство, международную организацию по содействию дискуссиям и дебатам об авторском вопросе, которая впоследствии сделала своей миссией пропаганду оксфордианской теории. В 1923 году Арчи Уэбстер опубликовал работу «Был ли Марло этим человеком?» (англ. Was Marlowe the Man?) в «The National Review», в которой, как Зиглер, Менденхолл и Уоттерсон, предположил, что Марло написал работы Шекспира, и утверждал, в частности, что в сонетах содержится автобиографическая информация о том, что он выжил. В 1932 году Эллардайс Николл объявил об открытии рукописи, которая устанавливала, что первым сторонником авторства Бэкона был Джеймс Уилмот, но недавние исследование определили, что рукопись — подделка, вероятно созданная для возрождения бэконианской теории, затмённой оксфордианцами.
Чтобы восстановить интерес к Оксфорду, Дороти и Чарльтон Огберны опубликовали в 1952 году 1300-страничную книгу «Эта звезда Англии» (англ. This Star of England), которая считается классическим оксфордианским текстом. Они предположили, что «юный друг» из сонетов Шекспира был Генри Ризли, 3-й граф Саутгемптон — тайный ребёнок от связи Оксфорда с королевой, и что «шекспировские» пьесы были написаны Оксфордом для увековечивания своей любви. Всё это стало известно из «Теории принца Тюдора», которая утверждает, что незаконный потомок королевы и написание его отцом шекспировского канона стали государственной тайной. Огберны нашли много параллелей между жизнью Оксфорда и его работами, в частности в «Гамлете», которого они назвали «прямой биографией». За этим последовал краткий всплеск энтузиазма, и в 1957 году в США было создано Шекспировское оксфордианское общество.
В 1955 году бродвейский агент Кельвин Хоффман возродил марловианскую теорию в публикации «Убийство человека, который был „Шекспиром“» (англ. The Murder of the Man Who Was «Shakespeare»). В следующем году он отправился в Англию для поиска документальных свидетельств о Марло, которые, как он думал, могли быть похоронены в могиле литературного патрона поэта Томаса Уолсингема. Ничего не было найдено.
Серия критических научных книг и статей, однако, сдержала рост антистратфордианства, так как учёные называли их методологию ненаучной, а выводы смехотворными. Американские криптографы Уильям и Элизабет Фридманы в 1955 году выиграли премию Шекспировской библиотеки Фолджера за исследование аргументов о том, что в работах Шекспира скрыты шифры. Исследование опровергло все предположения подобного рода, а его результаты были собраны в опубликованную в 1957 году книгу «Проверка шекспировских шифров». Вскоре после этого представителями традиционной точки зрения были выпущены четыре работы по истории антистратфордианства: «Браконьер из Стратфорда» (1958) Фрэнка Уодсворта, Shakespeare and His Betters (1958) Реджинальда Черчилля, «Шекспировы претенденты» (1962) Гибсона и «Шекспир и его соперники: справочное пособие по авторскому вопросу» (1962) Джорджа МакМичела и Эдварда Гленна. В 1959 году American Bar Association Journal опубликовал серию статей и писем по авторскому вопросу, позднее собранных в антологию «Перекрёстный допрос Шекспира» (англ. Shakespeare Cross-Examination) (1961). В 1968 году в информационном бюллетене Шекспировского оксфордианского общества было сказано, что «миссионерский или евангелический дух наших членов, кажется, в упадке, в состоянии покоя или же отсутствует». В 1974 году в обществе состояло всего 80 человек.

### Авторский вопрос в массах
Независимый писатель Чарльтон Огберн-младший, в 1976 году избранный президентом Шекспировского оксфордианского общества, незамедлительно начал кампанию по обходу академических воззрений; он верил, что это «закрепившийся авторитет», целью которого было «ставить вне закона и замалчивать инакомыслие в якобы свободном обществе». Он предложил бороться за публичное признание, изображая Оксфорда кандидатом в авторы, равным Шекспиру. В 1984 году Огберн опубликовал 900-страничную работу «Загадочный Уильям Шекспир: миф и реальность» (англ. The Mysterious William Shakespeare: the Myth and the Reality), которой придал репутацию глашатая справедливости в атмосфере заговора, царящего в стране после Уотергейта; он использовал СМИ, чтобы обратиться к массам в обход учёных. Огберн пытался возвести Оксфорда на место самого популярного кандидата. Он также быстро приступил к возрождению оксфордианского движения, начав политику продвижения идей в публику через судебные процессы, дебаты в медиа, на телевидении, а позже и через Интернет, в частности, в Википедии.

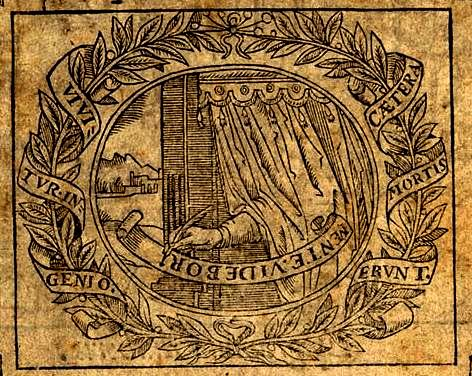
Рисунок Генри Пичема из «Minerva Britanna» (1612) был использован бэконианцами и оксфордианцами как кодированное доказательство скрытого автора шекспировского канона

Огберн считал, что сможет лучше всего оспорить учёных, если обратится к закону, и 25 сентября 1987 года трое судей Верховного суда США провели однодневный процесс в объединённой методистской церкви, прослушав дело Оксфорда. В процессе не были задействованы литературные эксперты, но бремя доказательства лежало на оксфордианцах. Судьи решили, что дело основано на теории заговора и что доводы, на которых она основана, неубедительны. Хотя Огберн назвал вердикт «явным поражением», оксфордианец Джозеф Собран считал, что процесс исключил из общественного сознания всех иных кандидатов на авторство и доказал легитимность Оксфорда. В следующем году в Великобритании было организовано повторное судебное разбирательство. Слушание под председательством лордов-судей прошло в Иннер-Темпле в Лондоне 26 ноября 1988 года. В этом случае своё слово сказали шекспироведы, и в результате был подтверждён вердикт американцев.
Частично из-за возрастающей заметности авторского вопроса увеличилось освещение полемики в СМИ, которые особенно фокусировались на оксфордианской теории. В 1989 году эпизод телевизионного шоу «Frontline» Public Broadcasting Service «Шекспировская мистерия» о теории, что Оксфорд — это Шекспир, посмотрело 3,5 миллиона зрителей только в США. За этим в 1992 году последовала телеконференция от «Frontline» «Разоблачённый Шекспир: обновление» (англ. Uncovering Shakespeare: an Update), ведущим которой выступил Уильям Бакли. В 1991 году журнал «The Atlantic Monthly» опубликовал дискуссию между Томом Бетеллом, представлявшим сторону Оксфорда, и Ирвином Ли Матусом, защищавшим Шекспира. Подобный спор в печати прошёл в 1999 году в «Harper's Magazine» под общим названием «Призрак Шекспира» (англ. The Ghost of Shakespeare). В 1990-х годах оксфордианцы и другие нестратфордианцы повернулись к Интернету, чтобы распространить свои теории, включая создание нескольких статей в Википедии.
14 апреля 2007 года Коалиция по авторскому вопросу Шекспира выпустила интернет-петицию под названием «Декларация разумного сомнения относительно личности Уильяма Шекспира», совпавшую с объявлением университета Брунеля об одногодичной программе финансирования изучения шекспировского вопроса. Коалиция намерена была заручиться широкой общественной поддержкой так, чтобы к 2016 году, 400-й годовщине смерти Шекспира, академическое научное сообщество шекспироведов было вынуждено признать, что существуют обоснованные сомнения в авторстве Шекспира. К концу 2007 года было собрано более чем 1200 подписей, а к июню 2013 года число подписей дошло до 2611, включая 448 от людей, описавших себя как академических исследователей. 22 апреля 2007 года «The New York Times» опубликовала обзор авторского вопроса от 265 американских шекспироведов. На вопрос о том, есть ли веские основания сомневаться в авторстве Шекспира, 6 % из них ответили «да» и 11 % — «возможно». На вопрос касательно их мнения о теме 61 % выбрали вариант «Теория без убедительных доказательств», а 32 % — «Пустая трата времени и отвлечение аудитории».
В 2010 году Джеймс Шапиро рассмотрел авторский вопрос в «Contested Will: Who Wrote Shakespeare?» (букв. «Оспоренное завещание: кто написал Шекспира?»; игра слов) — это был первый раз, когда признанный шекспировед обратился к этой теме в своей книге. Подойдя к вопросу социологически, Шапиро обнаружил, что его истоки основаны на ходе мысли представителей традиционной теории, прослеживаясь вплоть до Эдмонда Малоуна, и подверг критике научное сообщество за игнорирование темы, которое, как он считает, равносильно сдаче поля антистратфордианцам. Шапиро связывает возрождение оксфордианского движения с культурными изменениями, последовавшими за Уотергейтским скандалом, после которого общественность стала готова верить в правительственные заговоры и сокрытие информации; Робер Сойер предполагает, что увеличение присутствия идей антистратфордианцев в популярной культуре может быть связано с распространением теорий заговора после событий 11 сентября 2001 года.
В сентябре 2011 года на международном кинофестивале в Торонто состоялась премьера художественного фильма «Аноним» (сценарий — Джон Орлофф, режиссёр — Роланд Эммерих), основанного на теории принца Тюдора — варианте оксфордианской теории. Де Вер изображён литературным вундеркиндом, который становится любовником королевы Елизаветы; у них рождается Генри Ризли, 3-й граф Саутгемптон, но затем Оксфорд обнаруживает, что может сам быть сыном королевы от её более раннего любовника. Пьесы его представляются на сцене другим человеком, Уильямом Шекспиром, который в фильме представлен как беспринципный молодой актёр, представляющий контраст реальному автору. Оксфорд, по требованию Елизаветы, остаётся неизвестным, чтобы спасти их сына от казни как предателя, участника восстания лорда Эссекса против королевы. За два месяца до выхода фильма организация «Shakespeare Birthplace Trust» начала кампанию против антистратфордианских аргументов, создав веб-сайт «60 Minutes With Shakespeare: Who Was William Shakespeare?» (рус. 60 минут с Шекспиром: кто был Уильямом Шекспиром?), содержащий короткие аудиозаписи актёров, учёных и других знаменитостей; на них быстро последовали опровержения со стороны сторонников нетрадиционной точки зрения. Также в знак протеста организация перечеркнула имя Шекспира на дорожных знаках в графстве Уорикшир, а памятник драматургу в Стратфорде-на-Эйвоне закрыла полотном.
После этого Пол Эдмондсон и Стэнли Уэллс написали короткую электронную книгу «Шекспир наносит ответный укус» (англ. Shakespeare Bites Back) (2011) и выступили редакторами сборника статей от признанных шекспироведов «Шекспир без сомнений» (англ. Shakespeare Beyond Doubt) (2013), в котором Эдмондсон написал, что неправильно игнорировать антистратфордианцев, пока число их сторонников растёт, поскольку академические исследователи не доводят свои аргументы до людей, и что было решено вести кампанию за Шекспира.
В 2012 году вышла в свет книга-исследование Бенджамина Йорика «Queenspear — герменевтика „шекспировского“ вопроса», в которой утверждается, что пьесы, составляющие ныне шекспировский канон, были написаны Марией Стюарт.

### Шекспировский вопрос в России
Внимание к шекспировскому вопросу в русской культуре возникает в 1920-х годах, когда о нём высказывался Анатолий Луначарский, а Владимир Набоков написал стихотворение «Шекспир»: здесь герой выведен вельможей времён Елизаветы, чьи «труды привык подписывать за плату ростовщик». Рэтлендианскую версию поддерживал русский юрист и автор работ по риторике П. С. Пороховщиков, эмигрировавший в США (книга «Shakespeare Unmasked»). Большую часть советского периода в печати была принята исключительно традиционная трактовка, а версии скептиков разбирались в критическом контексте (как у литературоведов, так и, например, в эссе Юрия Домбровского). В постсоветское время шекспировский вопрос вновь получил популярность.
Автором наиболее обширной русскоязычной работы в этом направлении является российский шекспировед И. М. Гилилов (1924—2007), книга-исследование которого «Игра об Уильяме Шекспире, или Тайна великого феникса», вышедшая в 1997 году, по оценке журнала «Знание — сила», «вызвала интерес и резонанс среди специалистов»; вместе с тем она встретила ряд отрицательных рецензий в России, а после выхода английского перевода — и за рубежом. Ряд аргументов в поддержку теории Гилилова, включая и ключевой, связанный с новой датировкой т. н. Честеровского сборника, были в ряде статей опровергнуты Б. Л. Боруховым. В качестве писавших под литературной маской шекспировские шедевры Гилилов называет супругов (с его точки зрения, состоявших в платоническом браке) Роджера Мэннерса, 5-го графа Рэтленда (Ратленда), и Елизавету Сидни, графиню Рэтленд, дочь английского поэта Филипа Сидни.
За книгой Гилилова последовали некоторые другие работы. Так, в 2003 году вышла книга Сергея Степанова «Шекспировы сонеты, или Игра в игре», где на основе собственного перевода автор доказывает, что сонеты Шекспира — переписка Рэтленда и его жены Елизаветы Сидни.
В 2008 году вышла книга переводчицы Марины Литвиновой «Оправдание Шекспира», где автор отстаивает версию, что произведения Шекспира были созданы Бэконом и Рэтлендом совместно.

## Альтернативные кандидаты
Хотя в то или иное время более восьмидесяти исторических личностей предлагалось на роль истинного автора шекспировского канона, только некоторые из претендентов получили значительное внимание. В дополнение к отдельным кандидатам также заметный уровень интереса был предъявлен к «групповым» теориям.

### Групповые теории
Различные групповые теории шекспировского вопроса были предложены ещё в середине 1800-х годов. Первая опубликованная книга, посвящённая именно обсуждению авторства, «Разоблачённая философия пьес Шекспира» Делии Бэкон, появилась в 1857 году; автор предложила первую «групповую теорию», приписав работы группе авторов во главе с Фрэнсисом Бэконом, включавшей Уолтера Рэли — основного драматурга, которому помогали иные: Эдмунд Спенсер, Томас Сэквилл и Эдуард де Вер, 17-й граф Оксфорд.
Групповая теория также описана в работе Гилберта Слейтера «Семь Шекспиров» (англ. The Seven Shakespeares) (1931), в которой он предложил теорию о том, что работы были написаны семью различными авторами: Фрэнсисом Бэконом, графом Оксфордом, Уолтером Рэли, графом Дерби, Кристофером Марло, Мэри Сидни и графом Ретлендом. В начале 1960-х Эдвард де Вер, Фрэнсис Бэкон, Роджер Меннерс, Уильям Герберт и Мэри Сидни были объявлены членами группы, так называемой «The Oxford Syndicate». Кроме того, предполагалось, что такие драматурги, как Марло, Роберт Грин и Томас Нэш, также были её участниками. В некоторых вариантах подобных теорий Уильям Шекспир из Стратфорда также участвует в группе как её менеджер, представитель и/или лицо группы.

### Фрэнсис Бэкон

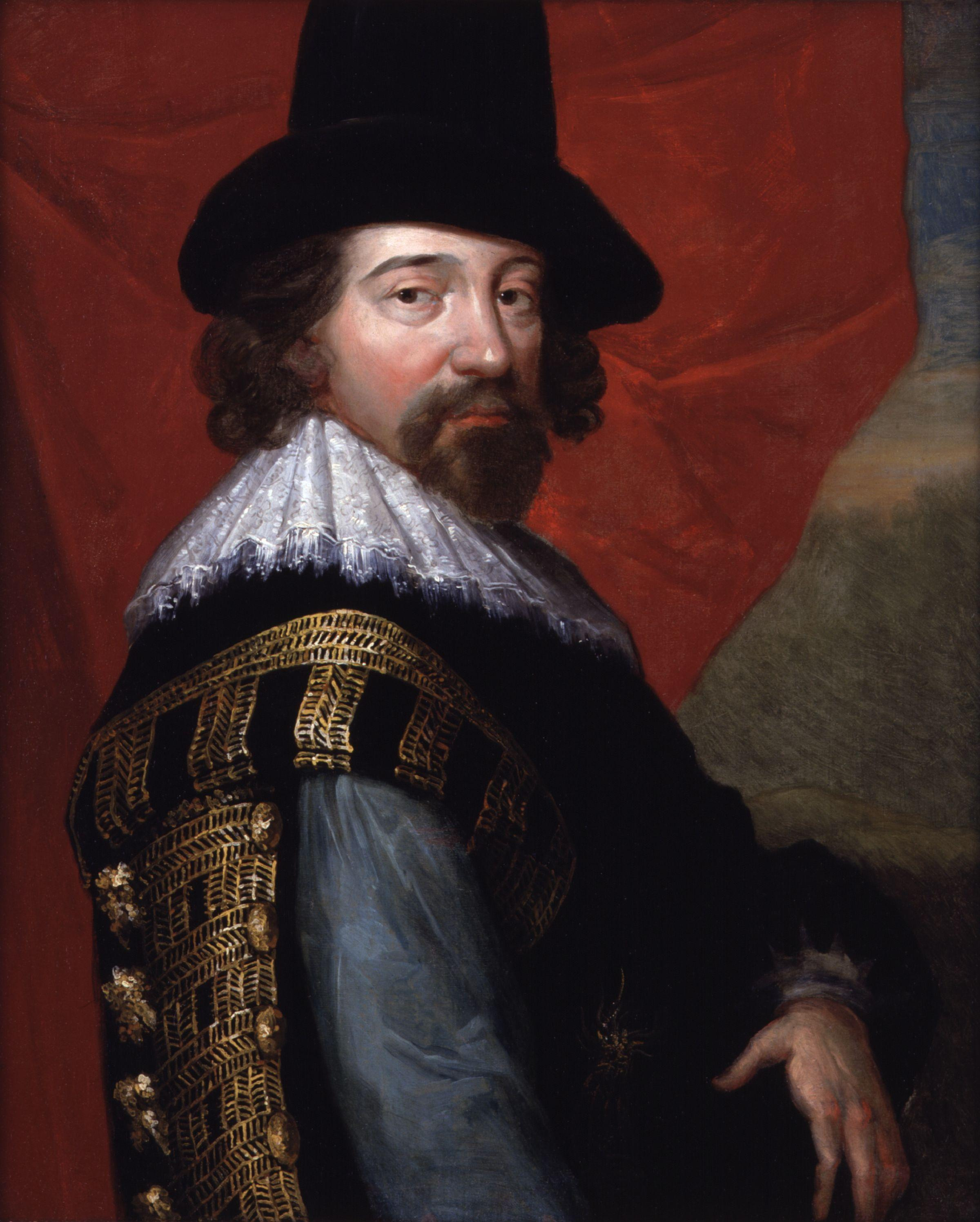
Фрэнсис Бэкон (1561—1626)

Основным кандидатом в XIX веке считался один из величайших умов якобианской Англии Фрэнсис Бэкон, политик, философ, писатель и учёный. Данная теория опиралась на исторические и литературные домыслы и на предполагавшиеся криптографические открытия.
Уильям Генри Смит первым предложил Бэкона на роль автора в 1856 году. Он сравнил бэконовское «под поэзией мы понимаем… вымышленную историю» с шекспировским «самая правдивая поэзия — вымысел» («Как вам это понравится», 3.3.19—20). Вскоре после этого Делия Бэкон выступила с утверждением, что в пьесах спрятаны политические значения и параллели между этими идеями и работами Бэкона. Она предложила его как лидера группы недовольных философов-политиков, пытавшихся продвигать республиканские идеи и противостоять деспотизму тюдоро-стюартовской монархии через публичную сцену. Позже сторонники Бэкона нашли сходство между большим количеством специфичных фраз и афоризмов из пьес с теми, что были записаны Бэконом в его сборнике Promus. В 1883 году миссис Потт отредактировала Promus и нашла 4400 параллелей между мыслями и выражениями Шекспира и Бэкона.
В письме к Джону Дэвису Бэкон пишет о «скрытых поэтах», что его сторонниками воспринимается как отсылка к самому себе. Бэконианцы считают, что, хотя Бэкон описал и свою научную, и свою моральную философию в «О значении и успехе знания, Божественного и человеческого» (1605), только первая часть его труда была опубликована под его именем. Они говорят, что моральная философия, включая революционную политико-философскую систему правления, была заключена в шекспировских пьесах, так как распространение этих идей было чревато угрозой со стороны монархии.
Бэконианцы предполагают, что большое количество юридических аллюзий в шекспировском каноне указывает на то, что автор хорошо разбирался в законах. Бэкон стал королевским адвокатом в 1596 году и был назначен генеральным атторнеем в 1613 году. Бэкону также платили за написание речей для ряда увеселительных мероприятий, хотя неизвестно, чтобы он писал пьесы.
Поскольку Бэкон был хорошо знаком с шифрами, ранние бэконианцы предполагали, что он оставил в шекспировском каноне свою зашифрованную подпись. В конце XIX и начале XX века в работах, поддерживающих авторство Бэкона, многие бэконианцы утверждали, что раскрыли эти шифры. В 1881 году миссис Эшвуд Уиндл заявила, что нашла в каждой пьесе тщательно разработанные джинглы, идентифицирующие реального автора с Бэконом. Это вызвало всплеск увлечения шифрами, и доказательные криптограммы появлялись в работах Игнатиуса Донелли, Орвилла Оуэна, Элизабет Уэллс Гэллап и Исаака Халла Платта. Платт считал, что латинское слово honorificabilitudinitatibus из «Бесплодных усилий любви» можно прочитать как анаграмму к «Hi ludi F. Baconis nati tuiti orbi» («Эти пьесы, отпрыски Ф. Бэкона, сохраняются для мира»).

### Эдуард де Вер, 17-й граф Оксфорд

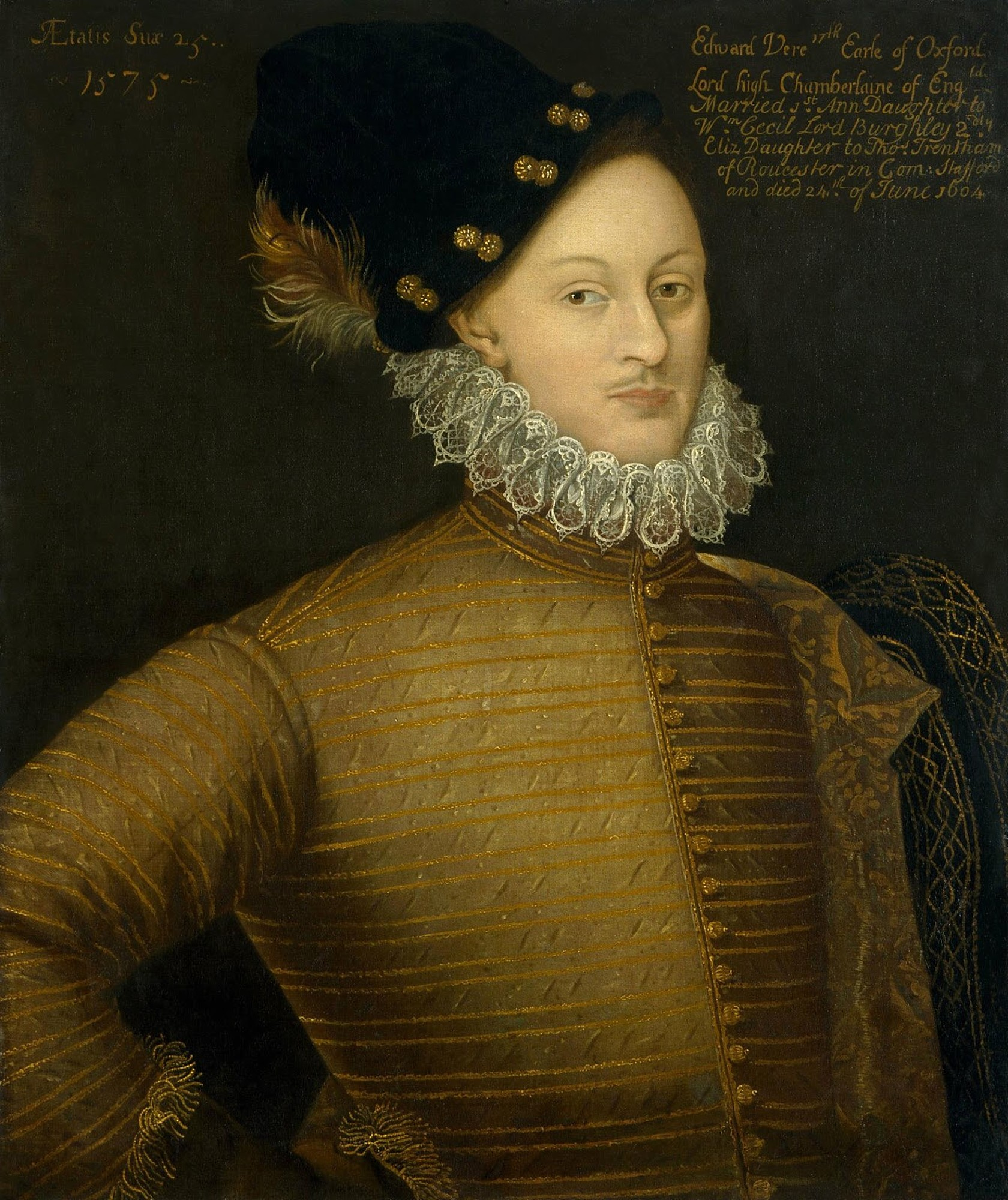
Эдуард де Вер, 17-й граф Оксфорд (1550—1604)

С начала 1920-х годов лидирующим альтернативным кандидатом в авторы был Эдуард де Вер, 17-й граф Оксфорд и лорд великий камергер Англии. Оксфорд следовал за отцом и дедом в спонсировании актёрских трупп, и он также покровительствовал компании музыкантов. Оксфорд был важным придворным поэтом, получившим также высокую оценку как драматург от Джорджа Путтенхэма и Фрэнсиса Мереса, включивших его в список «лучших в комедии среди нас». Ни одна его театральная работа, в отличие от стихотворений, не сохранилась. Оксфорд был известен своим покровительством литературе и театру. С 1564 по 1599 год ему было посвящено около тридцати трёх работ таких авторов, как Артур Голдинг, Джон Лили, Роберт Грин и Энтони Мандей. В 1583 году он купил субаренду Блэкфриарского театра и передал его поэту-драматургу Лили, который управлял им в течение сезона под патронажем Оксфорда.
Оксфордианцы верят, что определённые литературные аллюзии указывают на то, что Оксфорд был одним из самых известных анонимных писателей того времени. Они отмечают связи Оксфорда с лондонскими театрами и драматургами времён Шекспира, его родственные связи с покровителями Первого фолио Шекспира, его отношения с Елизаветой I и покровителем Шекспира графом Саутгемптоном, его знания жизни двора, его частных учителей, образование и путешествия по местам, где происходят пьесы Шекспира, в Италии и Франции. Гипотеза об авторстве Оксфорда также основывается на предполагаемых сходствах между биографией Оксфорда и событиями шекспировских пьес, сонетов и поэм; предполагаемых параллелях в языке, выражениях и мыслях из писем Оксофрда и канона.
Впервые эта гипотеза была предложена английским школьным учителем Дж. Томасом Луни в 1920 году; он нашёл в работах Шекспира — особенно в «Гамлете» — личностную характеристику автора как эксцентричного поэта-аристократа, любителя театра и спорта, получившего классическое образование, много раз посещавшего Италию. Он выделил сходства между поэзией Оксфорда и Шекспира в мотивах и сюжетах, фразах и риторических приёмах, что привело его к идентификации Оксфорда с реальным автором канона. После публикации в 1920 году его книги «Шекспир опознан» оксфордианская версия быстро превзошла по популярности исторически более раннюю бэконианскую.
Предполагается, что Оксфорд использовал писательский псевдоним «Шекспир», поскольку аристократы не могли писать пьесы для публичных представлений. Другая возможная мотивация — политическая, если Оксфорд был любовником королевы Елизаветы; по этой теории, Оксфорд посвятил «Венеру и Адониса», «Обесчещенную Лукрецию» и сонеты их сыну, незаконному наследнику Тюдоров, Генри Ризли, воспитанному как граф Саутгемптон.
Оксфордианцы говорят, что посвящение к сонетам, изданным в 1609 году, означает, что автор умер до их публикации и что в 1604 году (год смерти Оксфорда) регулярная публикация «исправленных» и «дополненных» шекспировских пьес прекратилась. Следовательно, они относят многие пьесы к более раннему времени, чем в стандартной хронологии, и утверждают, что пьесы, в которых видны свидетельства переделки и сотрудничества, были оставлены Оксфордом незавершёнными и закончены другими драматургами после его смерти.

### Кристофер Марло

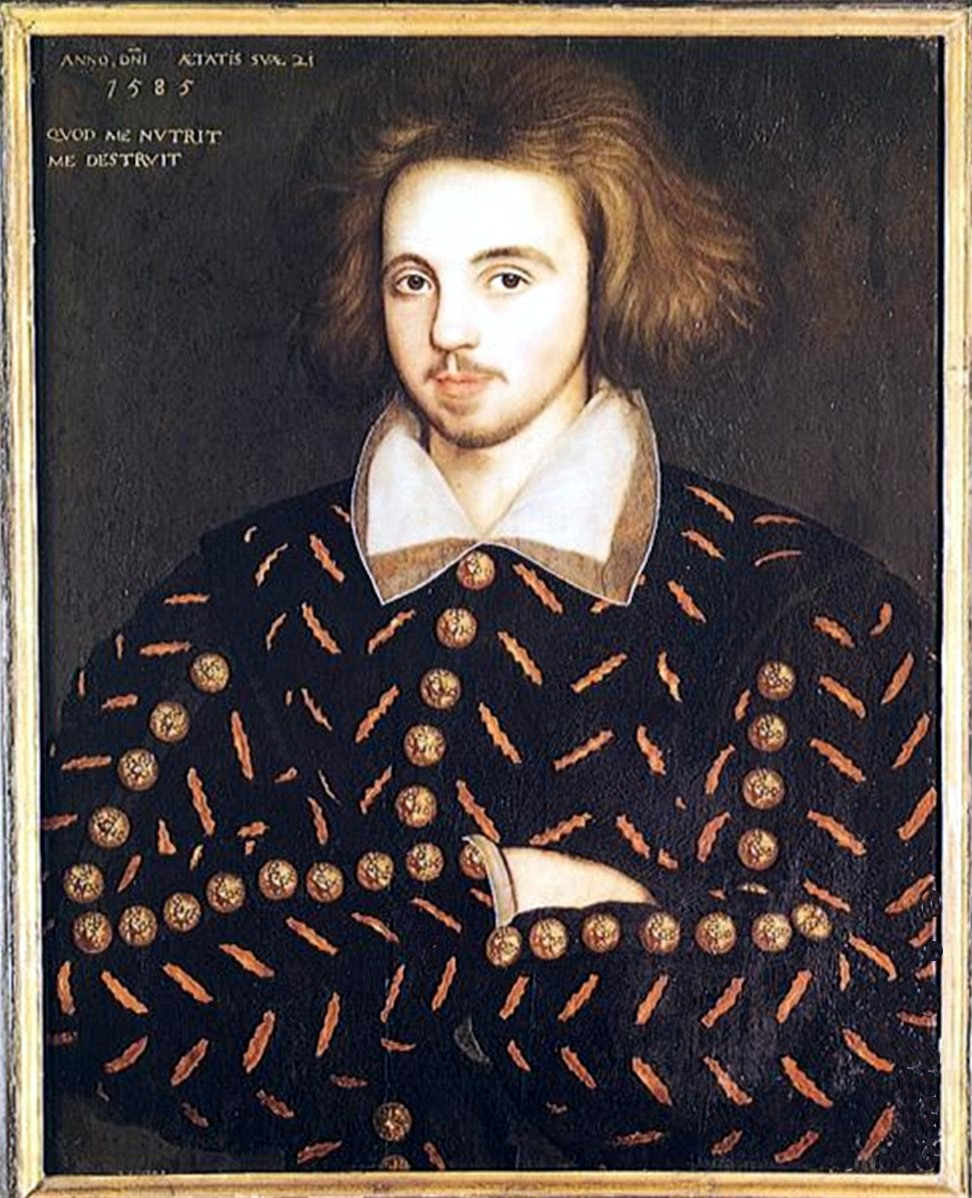
Кристофер Марло (1564—1593)

Поэт и драматург Кристофер Марло был рождён в той же социальной среде, что и Шекспир, — его отец был сапожником, отец Шекспира был перчаточником. Марло был старше всего на два месяца, но провёл шесть с половиной лет в Кембриджском университете. Он начал использование белого стиха в елизаветинской драме, и его работы получили широкое признание, оказав большое влияние и на Шекспира. Из семи его пьес все, кроме одной или двух, были поставлены впервые до 1593 года.
По марловианской теории, задокументированная смерть Марло 30 мая 1593 года была подделанной. Tомас Уолсингем и другие, как предполагается, подстроили фальшивую смерть, главной причиной которой было желание помочь Марло избежать суда и, скорее всего, казни за распространение атеизма. По этой теории, Шекспир был выбран как внешний представитель Марло, который продолжал писать высокоуспешные пьесы. Эти утверждения основаны на выводах, полученных из обстоятельств его мнимой смерти, стилистических сходств между работами Марло и Шекспира и скрытых смыслов, найденных в пьесах и связанных текстах.
Марловианцы отмечают, что, несмотря на одинаковый возраст Марло и Шекспира, первая работа, приписываемая Шекспиру, — «Венера и Адонис» вышла в продажу с его именем в посвящении через 13 дней после смерти Марло, а зарегистрирована в «Канцелярской компании» она была 18 апреля 1593 года без указания автора. Также был составлен список словесных соответствий двух канонов.
Марло был изначально предложен в авторы в 1884 году как член группы драматургов. Впервые предложен на роль единственного автора в 1895 году. Теория была возрождена в 1955 году Кальвином Хоффманом и сейчас является ближайшим конкурентом оксфордианцев.

### Уильям Стэнли, 6-й граф Дерби

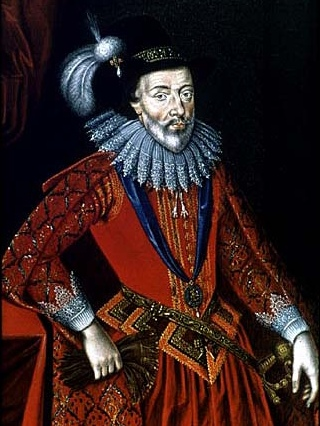
Уильям Стэнли, 6-й граф Дерби (1561—1642)

Уильям Стэнли, 6-й граф Дерби был впервые предложен на роль автора в 1891 году Джеймсом Гринстритом; позднее версия была поддержана Абелем Лефранком и другими. Гринстрит обнаружил, что иезуитский шпион Джордж Феннер в 1599 году доложил, что Дерби «занимается сочинением комедий для публичных актёров». В том же году Дерби был указан как спонсор одной из двух детских театральных компаний Лондона «Дети Павла»; у него также была собственная компания, «Слуги Дерби», которая несколько раз в 1600 и 1601 годах выступала при дворе. Дерби был старше Шекспира на три года и умер в 1642 году, так что его продолжительность жизни сходится с консенсусными датировками работ. Его инициалы — W. S., и известно, что он подписывался как «Will».
В 1582 году Дерби путешествовал по континентальной Европе, посетив Францию и, возможно, Наварру. В Наварре происходит действие «Бесплодных усилий любви», и пьеса может быть основана на событиях, произошедших между 1578 и 1584 годами. Дерби был женат на Елизавете де Вер, чьим дедом по матери был Уильям Сесил, которого некоторые критики считают прообразом Полония из «Гамлета».
Дерби общался с Уильямом Гербертом, 3-м графом Пембруком, и его братом Филиппом Гербертом, графом Монтгомери, позднее — 4-м графом Пембруком; им двоим посвящено Первое фолио Шекспира. Когда Дерби около 1628—1629 годов передал имения своему сыну Джеймсу, он назвал Пембрука и Монтгомери опекунами. Старший брат Дерби, Фердинандо Стэнли, 5-й граф Дерби, сформировал группу актёров «Слуги лорда Странга», некоторые члены которой позднее присоединились к «Слугам короля», самой известной компании Шекспира.

### Роджер Меннерс, 5-й граф Ратленд

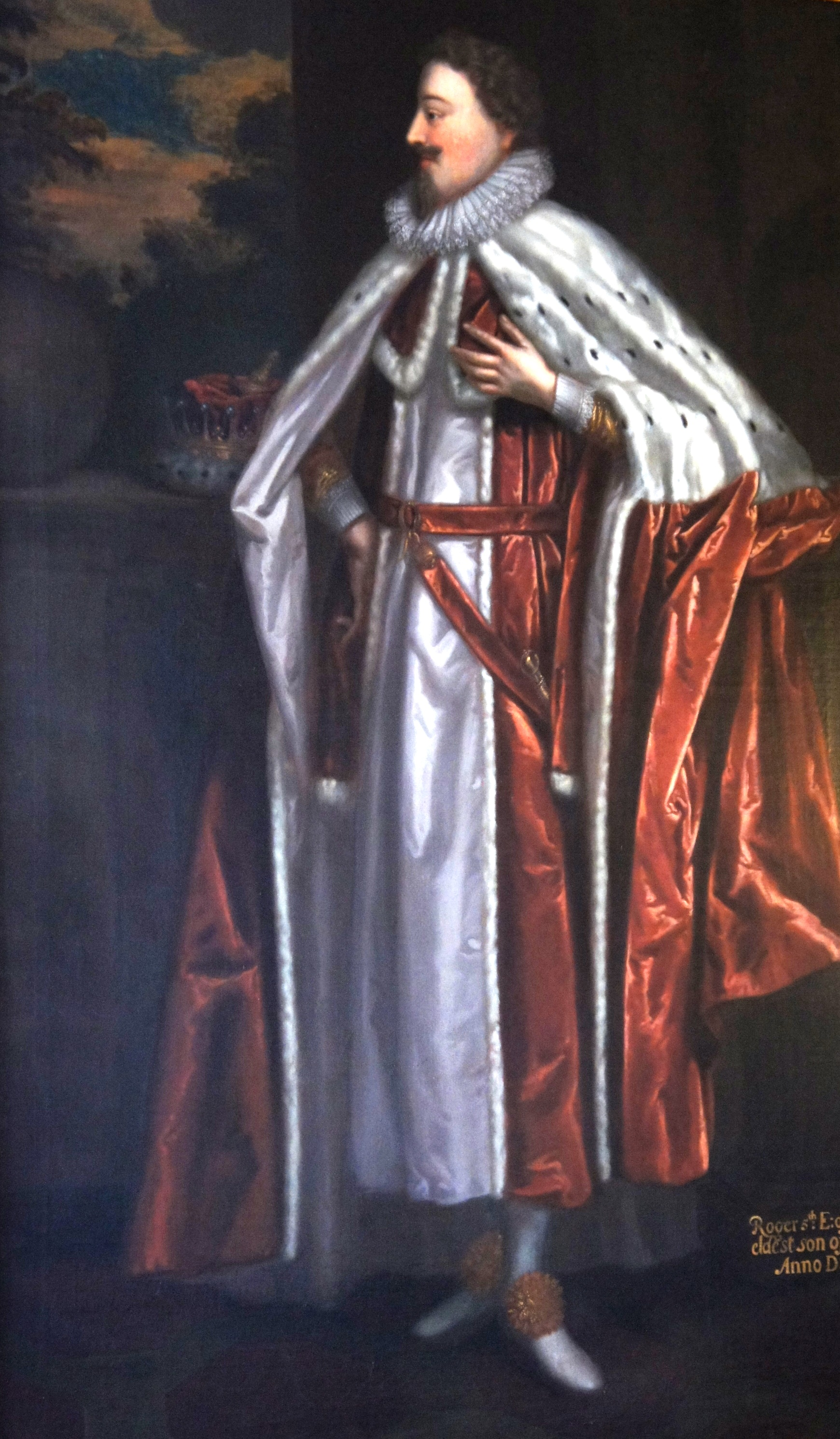
Роджер Меннерс, 5-й граф Ратленд (1576—1612)

Роджер Меннерс, 5-й граф Ратленд был предложен на роль кандидата в 1907 году Карлом Бляйбтроем, но, пережив кратковременный расцвет на Западе, эта теория была задвинута на второй план оксфордианством. В России эта версия была едва ли не единственной при обсуждении шекспировского вопроса, ратлендианству было посвящено несколько книг, вышедших в 1920-х годах. Особую популярность гипотеза приобрела после выхода книги Ильи Гилилова «Игра об Уильяме Шекспире, или Тайна Великого Феникса». В нескольких работах Ратленд предлагался как участник группы авторов, а по версии Гилилова и его последователей, он писал пьесы совместно с супругой Елизаветой Сидни, дочерью великого английского поэта и национального героя Филиппа Сидни.
Среди родственников графа Ратленда была Мэри Сидни — сестра Филиппа Сидни, знаменитая графиня Пембрук, покровительница поэтов елизаветинской Англии, одна из первых английских поэтесс и переводчиц, и её сыновья — любители искусства и меценаты Уильям Герберт, 3-й граф Пембрук (содержавший труппу «Слуги графа Пембрука»), и его брат Филипп Герберт, граф Монтгомери. Обоим братьям было посвящено первое полное издание пьес Шекспира. Поэтический салон графини Ратленд а замке Бельвуар посещали крупнейшие английские поэты первой половины XVII века — Джон Донн, Бен Джонсон, Майкл Дрейтон, Фрэнсис Бомонт, Джон Флетчер.
Роджер Меннерс был исключительно образованным человеком — владел несколькими языками, получил степени магистра искусств Кембриджа и Оксфорда, а также учился в юридической академии Грейс Инн, славившейся своими театральными праздниками. Его прадед Томас Меннерс (1-й граф Ратленд), дед Генри Меннерс (2-й граф Ратленд), дядя Эдвард Меннерс (3-й граф Ратленд) и отец Джон Меннерс (4-й граф Ратленд) собрали в фамильном замке Бельвуар огромную библиотеку из латинских, греческих, французских и даже еврейских книг, словарей, справочников, исторических хроник и пьес. Роджер Меннерс путешествовал по Европе — был в Германии, Франции, Швейцарии, путешествовал по Италии, бывал в Венеции, Флоренции, Милане, Вероне, учился в Падуанском университете. Описание этих городов есть в произведениях Шекспира. Роджер Меннерс участвовал в военных действиях в Ирландии в качестве пехотного полковника, вместе с поэтом Джоном Донном он был на корабле флота Уолтера Рэли, направлявшегося к Азорским островам, но буря расстроила эту экспедицию. В произведениях Шекспира есть описание военных действий требующее основательных познаний в военном деле того времени. В пьесе «Буря» дано описание корабля, попавшего в сильный шторм, и описание действий экипажа.
Одним из главных доводов ратлендианцев является то, что Роджер Меннерс в 1603 году был отправлен королём Яковом I с кратковременным посольством в Данию, где в замке Эльсинор встретился со своими однокурсниками по Падуанскому университету Розенкранцем и Гильденстерном. После этого визита Роджера Меннерса в Данию появилась новая редакция «Гамлета», в которой появились подробные описания датского двора и замка Эльсинор. В частности, описание сохранившегося до наших дней ковра с портретами датских королей. Ещё один довод ратлендианцев — после 1612 года, времени смерти Роджера Меннерса, не появилось ни одной новой пьесы Шекспира. В книге расходов замка Бельвуар записано, что через некоторое время после смерти Ратленда Уильяму Шекспиру и его коллеге актёру Ричарду Бербеджу младший брат Роджера Меннерса Фрэнсис Меннерс приказал выплатить по 44 шиллинга золотом, что ратлендианцы истолковывают как плату за сокрытие в течение долгих лет имени подлинного автора шекспировских пьес и за молчание в будущем. Они также отмечают, что после этого Шакспер (как зовут уроженца Стратфорда ратлендианцы) свернул все свои дела в Лондоне и переехал в Стратфорд. Через четыре года он умер, и в его завещании не упоминалось ни одной книги, не говоря уже о рукописях.

### Документальные фильмы
- Шекспир против Шекспира (документальный фильм Эллы Аграновской, Эстония, 2010 год; в фильме принимают участие: профессор бостонского северо-восточного университета Михаил Малютов; режиссёр Деклан Доннелан; актриса Юлия Высоцкая и режиссёр Роман Виктюк).

### Видео
- Лекция «Мифы о Шекспире: правда и вымысел» (23 апреля 2023 года, ВГБИЛ)